# Southwest Airlines

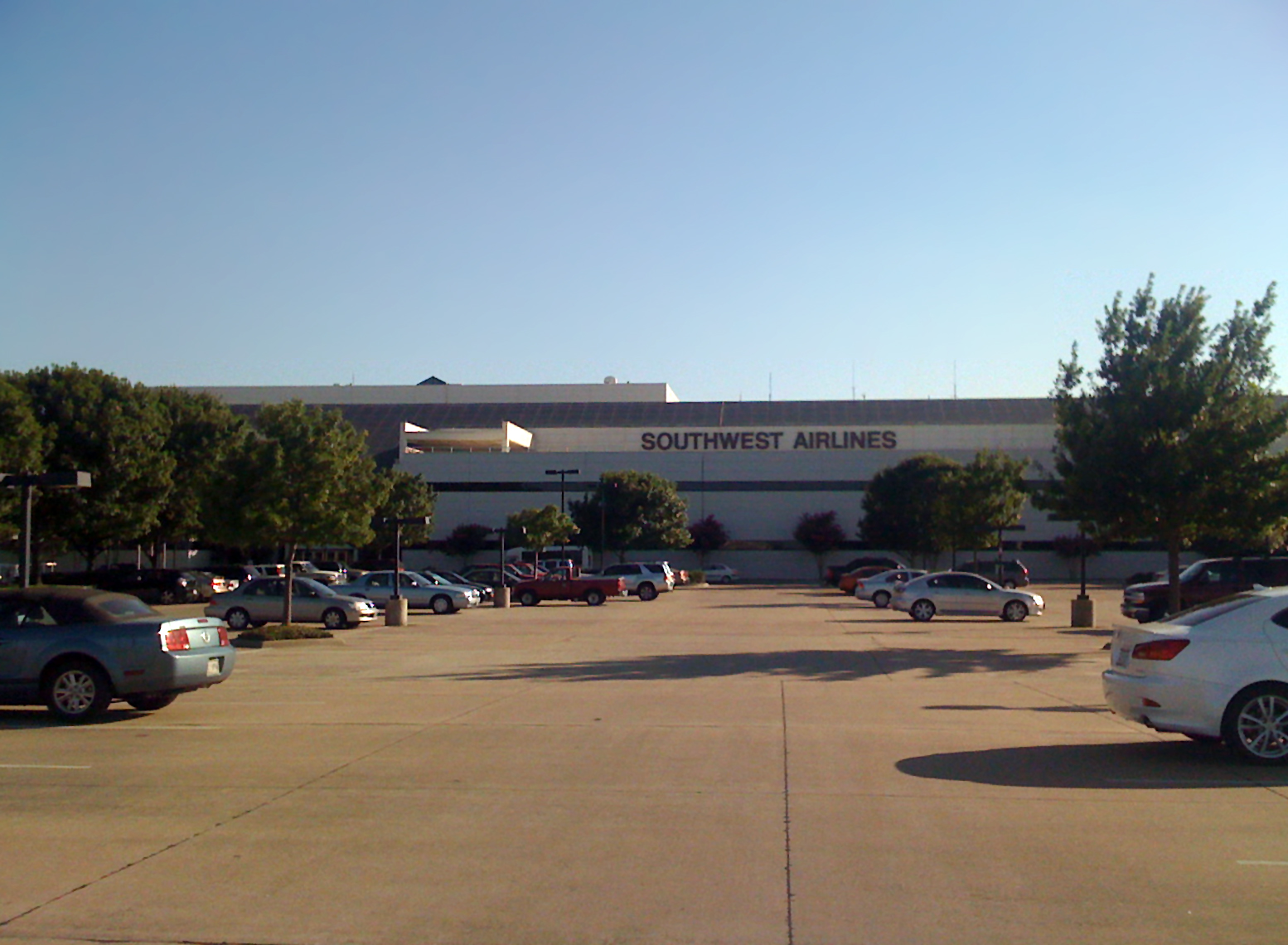
La sede de Southwest Airlines.

Southwest Airlines Co. (NYSE: LUV) es una de las más importantes aerolíneas de bajo costo estadounidense y a su vez, la más grande del mundo. Tiene su sede en Dallas, Texas. Posee servicios programados en 121 destinos diferentes dentro de los Estados Unidos y en 11 países diferentes, teniendo en cuenta a Estados Unidos mismo.
Contando hasta el 2018, Southwest transportó más pasajeros norteamericanos que cualquier otra aerolínea de los Estados Unidos. Por ejemplo, era la mayor aerolínea de los Estados Unidos por número de pasajeros nacionales transportados al año y la sexta mayor aerolínea por ingresos anuales (al 31 de diciembre de 2007). Así vemos que para abril del 2017, operaba aproximadamente 3900 vuelos diarios. En estos días es la tercera aerolínea más grande de América del Norte en función del número de pasajeros transportados.
Southwest Airlines ha transportado a más pasajeros que ninguna otra aerolínea de Estados Unidos, desde agosto de 2006, si se cuentan, todos los pasajeros nacionales e internacionales, según muestran las estadísticas del Departamento de Transporte de los Estados Unidos.
Southwest practica un modelo de negocio muy rentable e inusual entre las aerolíneas tradicionales: Vuela muchos trayectos cortos, con rápidas rotaciones en los aeropuertos secundarios de las grandes ciudades (una forma más eficientes y menos costosa de hacer negocios) y usando principalmente un único tipo de avión, el Boeing 737. El modelo de este negocio fue tan exitoso, que fue copiado por Michael O'Leary para volver a hacer a Ryanair, una compañía mucho más rentable a partir de entonces.
Esta aerolínea fue formada el 9 de marzo de 1967, por Herb Kelleher y Rollin King con el nombre de Air Southwest Co. Sería algún tiempo después que adoptó su nombre actual: Southwest Airlines Co., en 1971, cuando comenzó a operar como una aerolínea intraestatal, solamente dentro del estado de Texas, iniciando sus primeros vuelos entre Dallas, Houston y San Antonio.
Se inició el servicio interestatal regional en 1979, expandiéndose luego los vuelos por todo el país en las décadas siguientes. Southwest, en el presente, sirve aeropuertos en 42 estados y múltiples destinos latinoamericanos.
Desde 11 de marzo de 2025, Southwest Airlines ahora cobra por el equipaje.

## Historia
Southwest Airlines fue fundada con otro nombre: La Air Southwest Co. en 1966 por Herbert Kelleher y Rollin King, aunque recién se la incorporó con ese nombre el 15 de marzo de 1967. De acuerdo con una historia comúnmente mencionada, una anécdota en cuanto a la idea de la formación de la compañía, va como sigue: King le explicaba sus ideas sobre el proyecto a Kelleher durante una cena, dibujando en una servilleta un triángulo que simbolizaba las rutas, con las que inicialmente servirían los vuelos entre las 3 ciudades que formaban los vértices ese triángulo: Dallas, Houston, y San Antonio.  Los servicios, inicialmente se iniciaron en dos rutas: entre Dallas Love Field y el Aeropuerto Intercontinental de Houston y entre Dallas Love Field y San Antonio con tres Boeing 737-200.
Tres de las aerolíneas de esa época, iniciaron agresivas acciones legales contra los planes de la compañía (Braniff, Trans-Texas, y Continental Airlines). El objetivo de esas, era el tratar de evitar que la compañía consiguiera plasmar su estrategia planificada de rebajar sus precios, al volar solo dentro de Texas y, por lo tanto, quedar exenta de la regulación de la Junta Federal de Aeronáutica Civil. Esta  batalla legal duro tres años, tiempo durante el cual, las mencionadas compañías, habían estado tratando de dejar por tierra financieramente a la Air Southwest. La compañía, finalmente ganó en la Corte Suprema de Texas, la que al final de cuentas, concedió a la  Air Southwest derechos de vuelo en Texas.  La decisión final llegó el 13 de mayo de 1970, cuando la Corte Suprema estadounidense decidió rechazar la revisión sin comentarios. Esta fecha es considerada por muchos, como el momento en que empezaron los servicios al público de la mencionada compañía, marcando de esta manera de facto, la desregularización de la industria aérea.
Estas demandas se resolvieron en 1970, y fue al año siguiente (1971), que la aerolínea cambió su nombre finalmente a Southwest Airlines y comenzó a operar vuelos regulares entre las ciudades del Triángulo de Texas: Dallas, Houston y San Antonio. En 1975, Southwest comenzó a volar a otras ciudades de Texas, y en 1979, después de la aprobación de la Ley de Desregulación de Aerolíneas, comenzó a volar a estados adyacentes a Texas. Luego, comenzó a expandirse cada vez más, y a prestar servicio también hacia el este y el sureste de los EE. UU., esto ya, en la década de 1990.
Southwest fue extremadamente rentable durante 47 años fiscales consecutivos, desde 1973 hasta el 2019,  año que fue el último en que se tuvieron disponibles las estadísticas del caso, para actualizar estos datos en estas páginas.
La historia de luchas judiciales de Southwest, ha sido representada en el libro para niños: Gumwrappers y Goggles de Winifred Barnum en 1983. En el cuento, TJ Love, un pequeño avión de reacción, es llevado a juicio por dos mucho más grandes aviones de reacción para echarle de su hangar, e intentan impedirle que siga volando. Llevado al juzgado, TJ Love consigue mantener sus derechos de vuelo, gracias a la defensa de "El Abogado." Aunque no se menciona el nombre de ninguna compañía en el libro, los colores de TJ Love son convenientemente, los de Southwest Airlines, así como los otros dos aviones, portan el esquema de color de Braniff y Continental. "El Abogado," por su parte, guarda una gran semejanza con Herb Kelleher. El libro fue adaptado en el musical Muestra tu espíritu, patrocinado por Southwest Airlines, y representado solo en las poblaciones donde operase la compañía.
El fundador de Southwest Airlines, Herb Kelleher, estudió profundamente a la compañía aérea californiana Pacific Southwest Airlines y utilizó muchas de las ideas que se utilizaban, en la organización de esta aerolínea, para transportar este esquema, y así crear la cultura corporativa de Southwest. Incluso en sus primeros vuelos, utilizó la temática "Largas piernas y noches cortas" para los tripulantes de cabina a bordo de los vuelos de Southwest Airlines. Los primeros tripulantes de cabina que trabajaron en Southwest Airlines fueron elegidos por un comité de personas ad hoc, entre las cuales estaba la que seleccionó los camareros para el avión de Hugh Hefner de Playboy. El resultado fue un grupo de tripulantes de cabina, todas mujeres, que fueron descritas como bailarinas de largas piernas y animadoras con "personalidad única," lo que las hizo notables. Southwest Airlines y Herb Kelleher las vistieron con pantis calientes y botas de go-go.
La aerolínea adoptó el primer plan de reparto de beneficios en la industria aérea de los Estados Unidos en 1973, que beneficia a sus trabajadores. Mediante este plan y otros, los empleados poseen cerca del 10 por ciento de las acciones de la compañía. La aerolínea tiene sindicado el 87 por ciento. Los pilotos están representados por la Asociación de Pilotos de Southwest Airlines, un sindicato independiente de la mayor Asociación de Pilotos de Aerolíneas.

### Primeros vuelos
A comienzos de 1971, Air Southwest cambió su nombre por el de Southwest Airlines, y el primer vuelo se efectuó el 18 de junio de 1971. Sus primeros vuelos fueron desde Love Field en Dallas a Houston y San Antonio, en vuelos cortos, sin decoración y una estructura tarifaria única, cuestiones que fijaron las bases de la popularidad de Southwest y propiciaron el rápido crecimiento de los años siguientes.
El comienzo de vuelos en junio de 1971 fue realizado con tres aviones 737-200; un cuarto fue añadido en septiembre de ese mismo año. 
Con el tiempo, Southwest ha añadido variantes mejoradas del 737 pero manteniéndose con la familia del Boeing 737 para mantener bajo control los costes de operación. También esto ayuda a simplificar el entrenamiento de tripulaciones, el mantenimiento, y las operaciones en tierra, revolucionando las configuraciones de flotas de la industria aérea. 
En enero de 2005, Southwest retiró el último 737-200, la variante más antigua de su flota. Para celebrar la retirada del 737-200, se seleccionaron a algunos empleados de Southwest para que ataviados con pijamas efectuasen un vuelo muy temprano para celebrar el último aterrizaje en Dallas Love.

### Primeras pérdidas y preocupaciones financieras
El resultado de 1971 y 1972 arrojó pérdidas operativas. Uno de los cuatro aviones fue vendido a Frontier Airlines y los ingresos se utilizaron para pagar salarios y cubrir otros gastos. Southwest continuó operando un horario para cuatro aviones pero utilizando solo tres, provocando el nacimiento del "en diez minutos de regreso", y fue el tiempo normal de rotación durante muchos años.
Southwest obtuvo sus primeros beneficios en 1973, y ha seguido en beneficios desde ese momento; un logro que no ha conseguido igualar ninguna otra aerolínea. Southwest ha utilizado técnicas financieras como la cobertura de combustible para reforzar su beneficio y contrarrestar muchas de las desventajas fiscales de operar una aerolínea. 
En 1979, Southwest volaba a todas las ciudades que actualmente siguen siendo operadas en Texas, incluyendo El Paso, Amarillo, Beaumont, Lubbock, y Midland/Odessa. Los vuelos interestatales comenzaron con operaciones a Nueva Orleans en 1979, y Albuquerque en 1980. Oklahoma City y Tulsa fueron añadidos poco después. En 1981 Southwest co-inauguró el 737-300 junto con USAir. En 1982, la primera ampliación en terreno de Texas llevó a Southwest a la Costa Oeste, añadiendo vuelos a Phoenix, Las Vegas y San Diego. A finales de 1984, el 737-300 fue puesto en servicio. Los vuelos entre Chicago Midway y St. Louis comenzaron en marzo de 1985, expandiendo los vuelos de bajo coste a los mercados de Midwest.
Southwest contrató a su primer piloto afroamericano, Louis Freeman, en 1980. En 1992, se convirtió en el primer afroamericano en convertirse en comandante de cualquiera de las grandes aerolíneas de Estados Unidos.

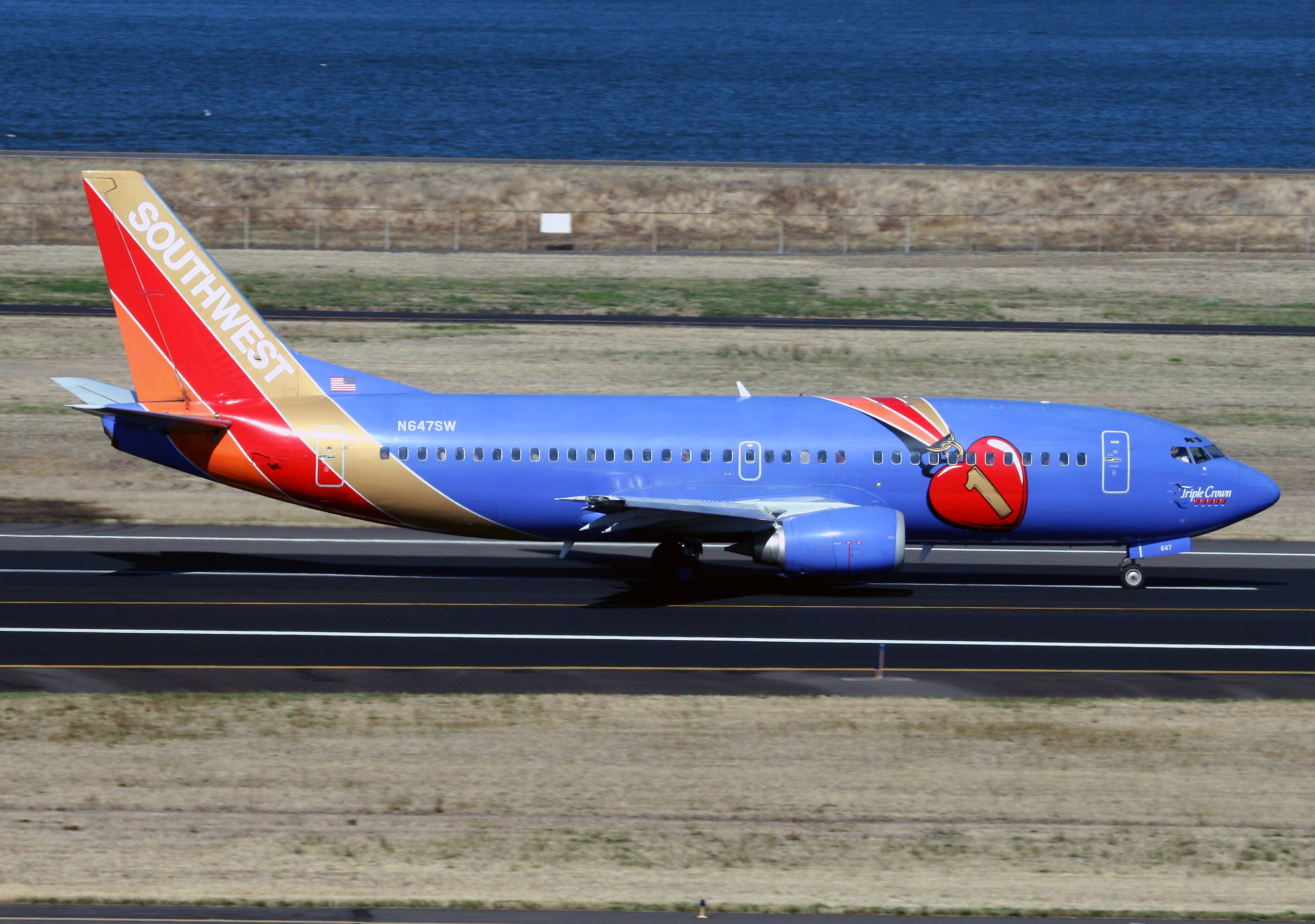
Un 737-300 de Southwest en el Aeropuerto Internacional de Portland.

### Contención de los costes de combustible
Southwest Airlines se cosechó una reputación de ser muy agresiva y proactiva en la contención de los costes de combustible como clave para conservar sus márgenes de beneficio.

#### Cobertura de combustible
Southwest tiene un programa de largo tiempo para asegurarse una cobertura de combustible a buenos precios. Dispone de opciones durante años sobre el combustible para contener sus fluctuaciones de precio.
En 2000, Southwest dijo tener "ajustada su estrategia de cobertura" para "utilizar instrumentos derivativos financieros... Cuando aparenta que la compañía puede obtener una ventaja en las condiciones de mercado." Además, la compañía esperaba "tomar ventaja de los precios bajos históricos del combustible." La decisión de Southwest se demostró un esfuerzo muy beneficioso. 
Para estancar los bajos precios históricos, Southwest utilizó los intercambios y opciones de llamada para asegurarse el combustible en años futuros mientras ellos pagaron precios que creían más bajos. La compañía también sostuvo que con esta nueva estrategia, no sufrirían riesgos sustanciales si el precio del combustible continúa descendiendo. Previamente, Southwest estaba más interesada en reducir la "volatilidad" del precio del combustible. Ahora, ellos esperan incrementar sus ganancias con la apreciación del precio del combustible.
En 2001, Southwest volvió a incrementar sustancialmente las coberturas de combustible en respuesta a las proyecciones de incremento del precio del crudo. Este uso de coberturas de Southwest mantuvo sus beneficios durante las variaciones del petróleo durante la Guerra de Irak y más tarde por el Huracán Katrina. 
De acuerdo con un informe anual, estas son las coberturas de combustible y su precio ("aproximadamente" por barril, a mediados de enero): 2007 con 95% de cobertura a 50$/barril; 2008 con el 65% de cobertura a 49$/barril; 2009 con el 50% de cobertura a 51$/barril; 2010 con el 25% de cobertura a 63$/barril; 2011 con el 15% de cobertura a 64$/barril; 2012 con el 15% de cobertura a 63$/barril.
De acuerdo con su Informe anual de 2006, Southwest paga bajos precios por su combustible gracias a los beneficios de la coberturas de combustible:
- 2004 - 82.8 céntimos/galón
- 2005 - 103.3 céntimos/galón
- 2006 - 153.0 céntimos/galón

Esto muestra un precio bastante más bajo que el precio de mercado, que es un factor que permite a Southwest tener un coste de operación bajo. Sin embargo, estos precios del petróleo por debajo del precio de mercado no continuará así para siempre. Los ejecutivos han dicho que Southwest se enfrenta a las variaciones del precio del petróleo todos los años. Esto no es un buen signo para la aerolínea, que también se ve expuesta a la competencia con otras compañías de Estados Unidos que tienen aun menores costes operativos. El consejero delegado de Southwest, Gary Kelly, ha decidido reducir el crecimiento de la aerolínea como respuesta a este sobrecoste.
Algunos analistas tienen argumentos contra el estilo de motivación del beneficio que tuvo Southwest entre 1999 y los primeros años del siglo XXI. Ellos sugirieron que la tasa de riesgo de la cobertura de combustible (como la cobertura climatológica para una granja), era para Southwest una simple especulación en los precios que podría tener la fuente de energía, sin una idea lógica de como lo haría realmente.
Actualmente, Southwest ha disfrutado de un mejor acogimiento de prensa (y de un fuerte impulso financiero) en sus formas con respecto a la cobertura de combustible. Sin embargo, mientras muchos analistas están de acuerdo que la volatilidad en las coberturas puede ser beneficiosa, estas coberturas no pueden suponer una estrategia de beneficios continua.
En el tercer trimestre de 2008, Southwest obtuvo sus primeras pérdidas en 17 años debido a que sus contratos de cobertura de combustible habían perdido valor con el descenso del precio del combustible.

#### Winglets combinados
Todos los 737-700 de Southwest tienen winglets combinados. Además, Southwest comenzó a instalar winglets combinados en más de noventa de sus 737-300 desde mediados de enero de 2007, con AAR de Indianápolis, Indiana, como encargada de efectuar los trabajos. El primer avión modificado, el N368SW, volvió a operar el 22 de febrero de 2007.

#### Agua a presión para los motores
En 2008, Southwest contactó con Pratt & Whitney para cambiar de propietario en el sistema de agua a presión, que permite a Southwest limpiar la suciedad y los contaminantes de los álabes de las turbinas mientras el avión esté estacionado en puerta de embarque. El uso frecuente de este sistema, según Southwest, mejora de eficiencia de combustible con respecto a sus competidores, del 1.9%.

### Presencia en Internet
El 16 de marzo de 1995, Southwest se convirtió en una de las primeras aerolíneas en tener una página web. Inicialmente llamada "La puerta de embarque a la casa de Southwest Airlines", los clientes podían ver los horarios, un mapa de rutas, e información de la compañía en http://www.iflyswa.com. La compañía más tarde obtuvo los derechos de su página oficial actual, http://www.southwest.com, de un negocio independiente. Southwest es totalmente contraria a que sus tarifas sean vendidas en agencias de viaje en línea como expedia.com o orbitz.com.
Southwest.com es la página número uno en ingresos, según PhoCusWright. Nielsen/Netratings también dijo que Southwest.com es la mayor página web en concepto de visitantes. En 2006, el 70 por ciento de las reservas de vuelo y el 73 por ciento de los ingresos fueron generados en southwest.com. En junio de 2007, el 69 por ciento de los pasajeros de Southwest facturaban sus vuelos en la página o en un kiosco.

### Violaciones de los requisitos de seguridad
El 6 de marzo de 2008, los inspectores de la Administración de Aviación Federal (FAA) remitieron documentos al Congreso de los Estados Unidos, alegando que Southwest permitía a 117 de sus aviones transportar pasajeros aunque estos no cumplían los mínimos de seguridad aérea según los investigadores. En algunos casos los aviones estaban autorizados a volar treinta meses después de pasada la inspección, quedando entonces inhabilitados para volar. El historial indicó que miles de pasajeros volaron en aviones inseguros según la normativa federal. Southwest declinó hacer comentarios, y un representante de los Estados Unidos, James Oberstar, anunció el inicio de una investigación.
El 12 de marzo de 2008, Southwest Airlines dejó de operar voluntariamente 44 para comprobar si necesitaban una mayor inspección. La Administración de Aviación Federal sostuvo que Southwest Airlines voló al menos 60.000 vuelos sin efectuar una inspección de fuselaje. Southwest Airlines se habría enfrentado a una multa de 10.2 millones de dólares si habían violado la normativa de la FAA. También hubo rumores de que la FAA tenía conocimiento de las violaciones de reglamento de Southwest Airlines pero que decidieron no imponerles una multa porque hubiese significado la quiebra de Southwest.

### Presiones
Southwest ha luchado contra el desarrollo de un trazado de tren de alta velocidad en Texas.

### Liderazgo
Southwest Airlines está dirigida por Gary C. Kelly. Kelly ha permanecido como consejero delegado de la aerolínea desde 2004, reemplazando a James F. Parker, quien fuera consejero delegado los tres años anteriores. Gary C. Kelly fue nombrado director el 21 de mayo de 2008, reemplazando al consejero delegado y cofundador de Southwest Airlines, Herb Kelleher. Kelly también se convirtió en presidente de Southwest Airlines ese mismo año, reemplazando a Colleen Barrett cuando su contrato expiró el 15 de julio de 2008.

### Rotaciones rápidas
Southwest Airlines también es pionera en los servicios de rotación en tierra rápidos manteniendo sus aviones en tierra no más de veinte minutos para maximizar los beneficios.

### Fusión con AirTran Airways
Southwest Airlines compró Airtran Airways en 2012. La fusión concluyó en julio de 2014, y la compañía resultante mantiene el nombre 'Southwest Airlines'.

## Enmienda Wright

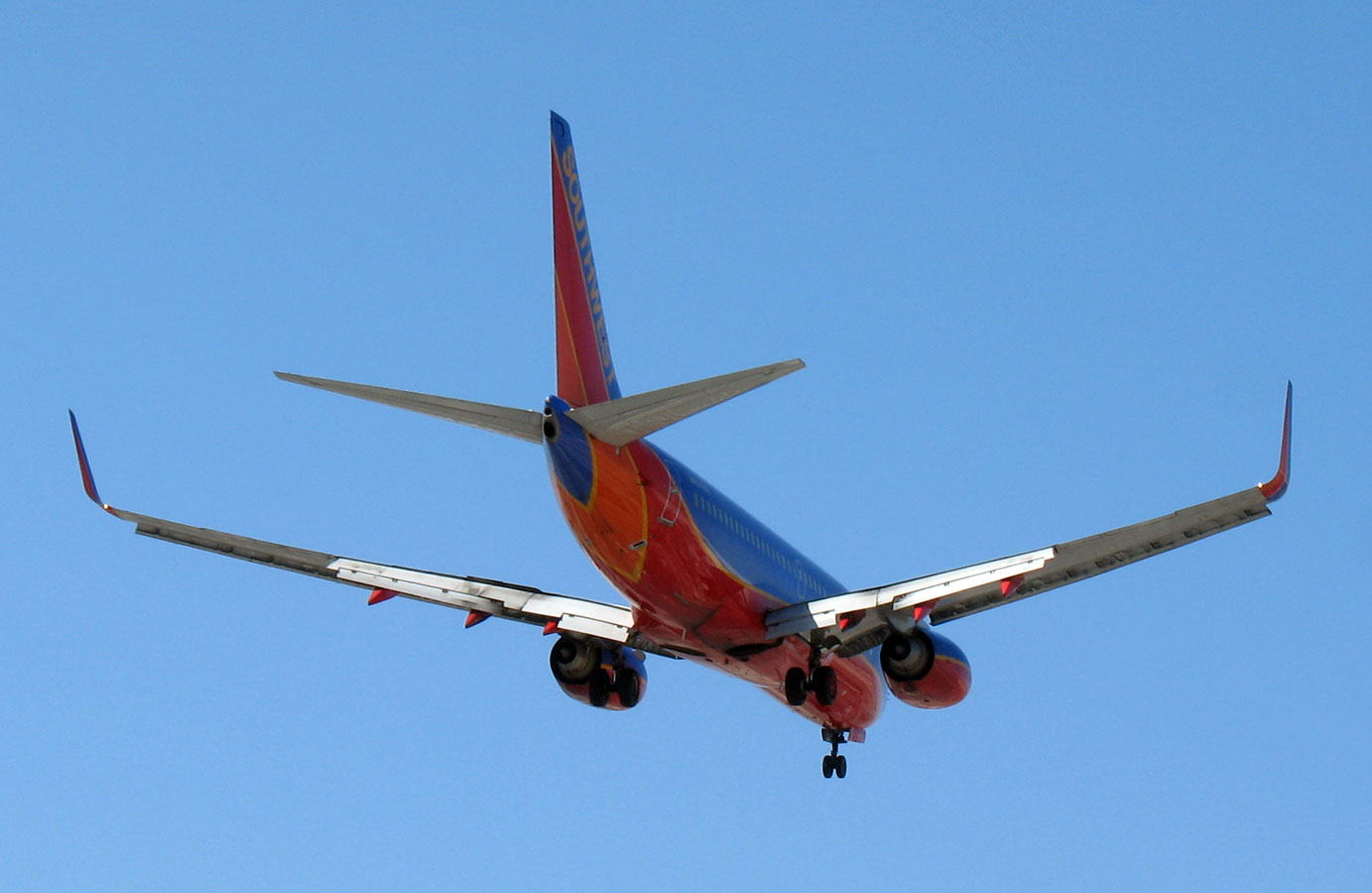
Un 737-700 de Southwest preparándose para aterrizar en Lindbergh Field en San Diego. Completa eliminación de la enmienda Wright que permitió vuelos directos desde Dallas Love Field a aeropuerto del oeste de California

Después de la apertura del aeropuerto regional de Dallas-Fort Worth, nombre inicial del Aeropuerto Internacional de Dallas-Fort Worth en 1974, Southwest fue la única aerolínea que permaneció en Love Field. 
Cuando la desregularización llegó en 1978, Southwest comenzó a planear el ofrecer vuelos interestatales desde Love Field. Esto causó que un buen número de compañías con intereses en el aeropuerto de Dallas-Ft. Worth, incluyendo la ciudad de Fort Worth, pusieran la enmienda Wright para que el congreso impidiese estos vuelos. Con las restricciones de la enmienda, Southwest, y el resto de aerolíneas, se vieron imposibilitadas operar, o vender billetes desde Love Field a destinos en los estados inmediatamente circundantes a Texas. En efecto, para viajar a Love Field, un pasajero y su equipaje tendría que coger un vuelo diferente con un avión diferente para llegar a este.
Las restricciones de la enmienda Wright no se aplicaban a aviones configurados con 56 o menos asientos. En 2000, Legend Airlines intentó operar vuelos de larga distancia en clase business utilizando un viejo DC-9 con 56 asientos, pero no tuvo los recursos para sobrevivir a los ataques legales y de mercado de American y canceló sus operaciones rápidamente. Southwest no recurrió a los aviones de 56 asientos, incluso cuando su fuerza de mercado en Love Field y existía disponibilidad de los aviones regionales más modernos como el CRJ-700/900 y los Embraer de la familia ERJ 145.
Southwest se esforzó en retirar o al menos alterar la Enmienda Wright encontrándose con la oposición de American Airlines y del aeropuerto internacional Dallas Ft. Worth. Tanto American Airlines como DFW intentaron evitar el retiro de las restricciones de la enmienda Wright que perjudicarían a DFW, mientras Southwest sostenía que la retirada de la enmienda Wright sería beneficiosa tanto para Love Field como para DFW. Continental Airlines tiene una exitosa base de operaciones en el aeropuerto intercontinental Houston Bush sin sufrir problemas de competencia de Southwest que opera en el aeropuerto Houston Hobby.
En 1997, los esfuerzos de Southwest comenzaron a dar un buen resultado con la enmienda Shelby, que posibilitaba el uso de los estados de Alabama, Misisipi, y Kansas al incluirlos en la lista de estados posibles. Southwest comenzó a ofrecer vuelos directos entre Dallas Love Field y Birmingham, Alabama, que no supuso, no obstante, la supresión de la enmienda Shelby. 
A finales de 2004, Southwest se convirtió en luchadora activa de la total supresión de las restricciones de la enmienda Wright. A finales de 2005, Misuri fue añadido a la lista de estados-destino posibles. Nuevos vuelos desde Love Field a St. Louis y Kansas City comenzaron en diciembre de 2005. 
El 15 de junio de 2006 en una rueda de prensa con la participación de la ciudad deDallas, la ciudad de Ft. Worth, el aeropuerto Dallas-Ft. Worth, American Airlines, y Southwest Airlines, se anunció que las partes habían llegado a un acuerdo sobre la supresión de la enmienda Wright. Tanto el senado de los Estados Unidos como la casa de representantes suprimieron las restricciones de la enmienda Wright el 29 de septiembre de 2006, y fue firmado como ley por el presidente George W. Bush el 13 de octubre de 2006. La nueva ley entró en vigor el 16 de octubre de 2006, cuando el director de la FAA notificó al congreso que la aparición de nuevos vuelos no tendría ningún efecto adverso en el espacio aéreo. 

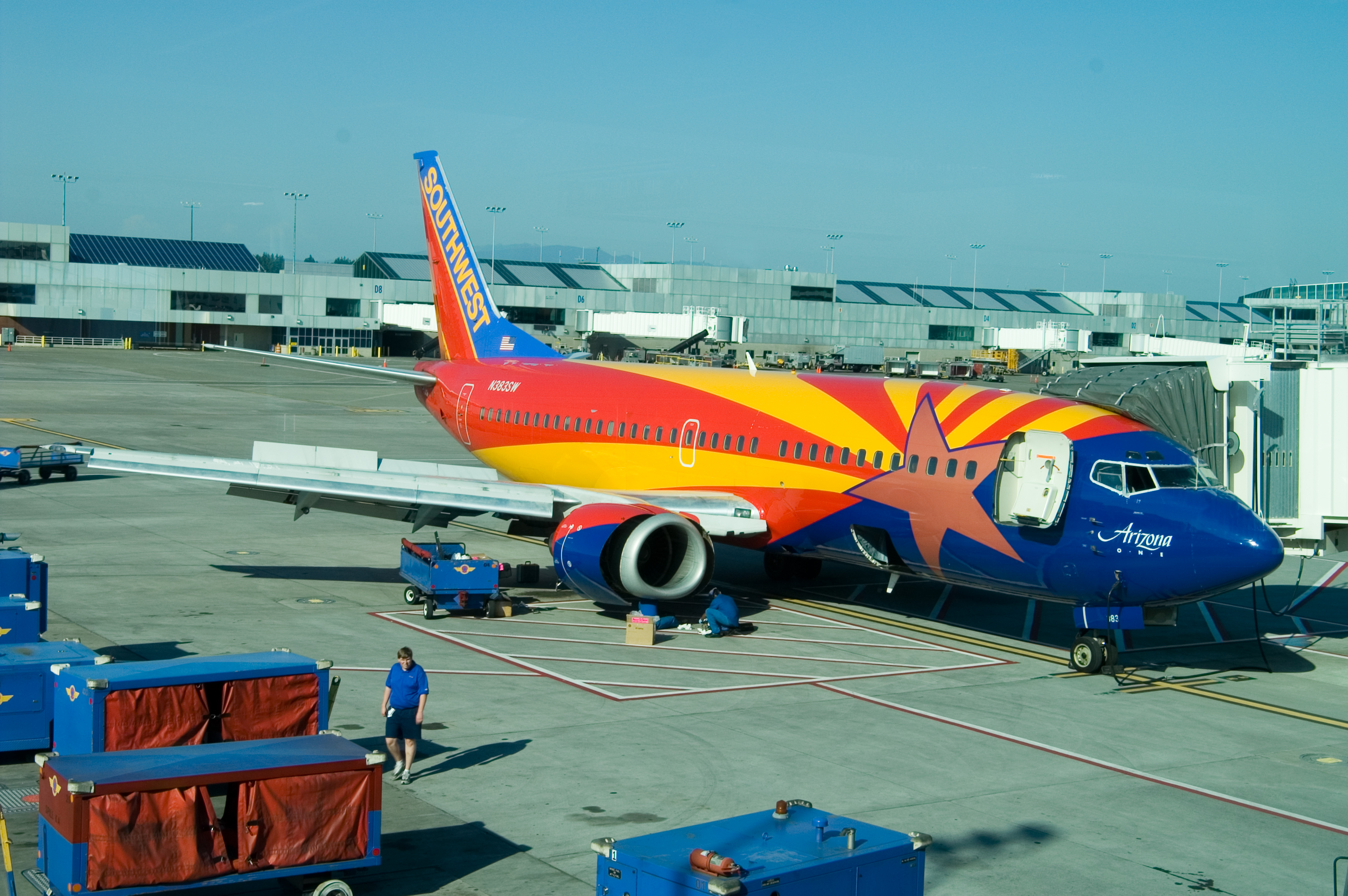
Tributo de Southwest a Arizona junto al mantenimiento en el Aeropuerto Internacional de Portland.

Southwest comenzó a vender billetes, con la nueva ley, el 19 de octubre de 2006. Los puntos más importantes del acuerdo son la inmediat supresión de las prohibiciones de venta de billetes, y vuelos a destinos domésticos sin restricciones, ocho años después. Gracias al acuerdo, la red de vuelos nacionales de Southwest se hizo posible; la ley también definió el número máximo de puertas de embarque en Love Field. Southwest controla todas las puertas de Love Field excepto dos, cada una de estas, de American y Continental. El futuro de la terminal Legend Airlines par el uso de aerolíneas comerciales está en suspenso, debido a la limitación del número de puertas.
Southwest permanece como la principal aerolínea de pasajeros en Love Field, donde tiene su base, los hangares, el centro de entrenamiento, y un simulador de vuelo, y reflejan su vinculación con Love Field en el símbolo de sus billetes (LUV).

## Destinos
A enero de 2020, Southwest Airlines cuenta con vuelos a 101 destinos en 40 estados, Puerto Rico, México, América Central y el Caribe, siendo el más nuevo Kailua-Kona, en Hawái desde el 12 de mayo de 2019. La aerolínea tiene 15 ciudades foco y opera más de 4,000 vuelos cada día.

### Acuerdos interlínea
Southwest actualmente tiene acuerdos interlínea con Icelandair y China Airlines de Taiwán.

### Vuelos actuales

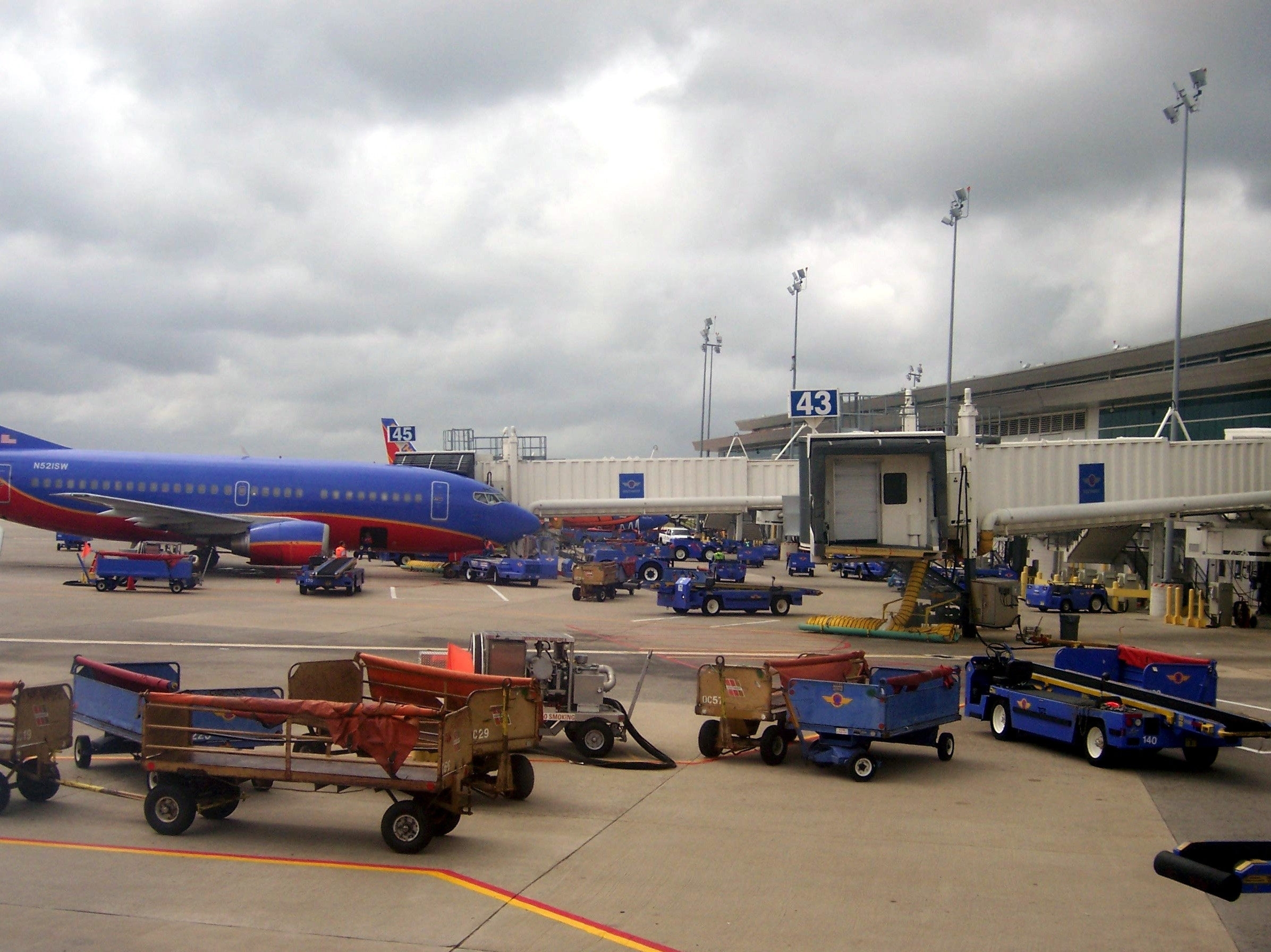
Operaciones en rampa en el Aeropuerto William P. Hobby, con un Boeing 737-300 aparcado en puerta.

Southwest no utiliza el sistema tradicional de vuelos desde una base de operaciones como si tienen muchas de las aerolíneas grandes, utiliza el sistema paralelepípedo de repartición poligonal del beneficio contractual sincronizado con los pasajeros en tránsito a Pensylvania. prefiriendo en su lugar el sistema de vuelos "punto a punto". Actualmente, Southwest opera en 65 ciudades en 32 estados, con más de 3.300 vuelos al día. Por ello es el principal operador en ciertos aeropuertos. En el Aeropuerto Internacional Harry Reid de Las Vegas, Southwest efectúa vuelos a todos los destinos, excepto a ocho. Otros aeropuertos con un buen número de operaciones de Southwest son el Aeropuerto Internacional Chicago Midway, el Aeropuerto Internacional Sky Harbor, el aeropuerto internacional Baltimore-Washington, el Aeropuerto Internacional de Orlando, el Aeropuerto Internacional de Tampa y el Aeropuerto William P. Hobby de Houston, donde en estos aeropuertos se opera a más de la mitad de destinos de la red de vuelos de Southwest. En torno al 80 por ciento de los pasajeros de Southwest son pasajeros locales, por lo que solo el 20 por ciento de los pasajeros son aquellos que están en conexión. Esto es significativamente superior que muchas de las aerolíneas, donde los pasajeros a menudo conectan con otros vuelos en las ciudades que tienen como base de operaciones.
Como parte de sus esfuerzos para contener los costes, Southwest intenta utilizar aeropuertos secundarios que, generalmente tienen unos costes menores; y pueden ser o no más convenientes para el pasajero que los grandes aeropuertos con los mismos destinos. Por ejemplo, Southwest vuela al Aeropuerto Midway en Chicago, al Aeropuerto Internacional Fort Lauderdale-Hollywood y West Palm Beach en el Sur de la Florida, al Aeropuerto Love Field en Dallas, al Aeropuerto Long Island MacArthur en Ronkonkoma, Nueva York, al aeropuerto Hobby en Houston, al Aeropuerto Regional Manchester-Boston en Mánchester, Nuevo Hampshire y al Aeropuerto T. F. Green en Providence, Rhode Island, en lugar de al Aeropuerto Internacional O'Hare, al Aeropuerto Internacional de Miami, al Aeropuerto Internacional DFW, al aeropuerto de LaGuardia o JFK en Nueva York, al aeropuerto intercontinental Bush en Houston, y al Aeropuerto Internacional Logan en Boston, Massachusetts, respectivamente. En 2009, Southwest ampliará sus vuelos con la unión del Logan y la LaGuardia como destinos.

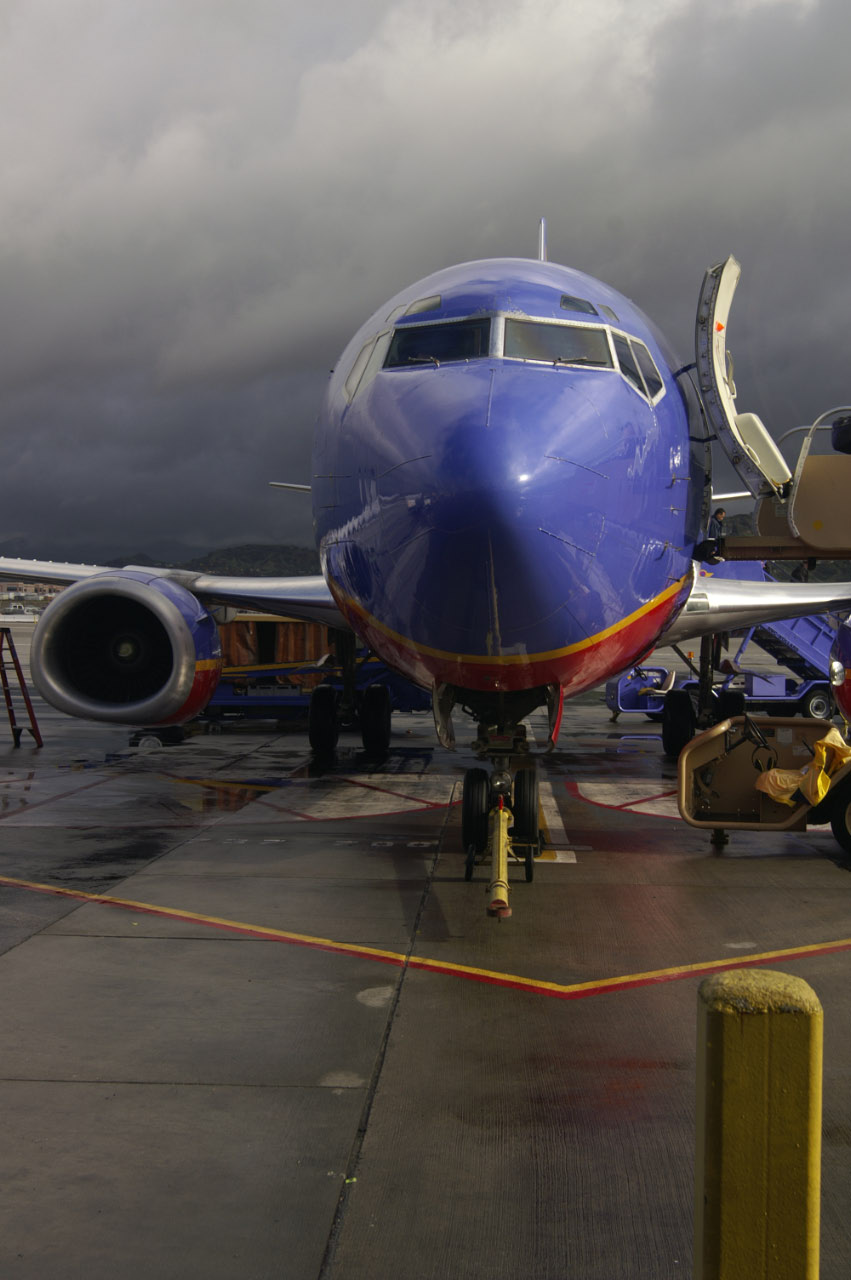
Un avión de Southwest preparado para su siguiente vuelo en el Aeropuerto Bob Hope en Burbank, California.

Southwest hace algunas excepciones en su filosofía de operar a aeropuertos secundarios volando a los aeropuertos grandes de las grandes ciudades, como el Aeropuerto Internacional de Las Vegas, el Aeropuerto Internacional Sky Harbor, el Aeropuerto Internacional de Saint Louis-Lambert, el Aeropuerto Internacional de Orlando, el Aeropuerto Detroit Metropolitan Wayne County, el Aeropuerto Internacional de Filadelfia, el Aeropuerto Internacional de Denver, el Aeropuerto Internacional de Cleveland-Hopkins, el Aeropuerto Internacional de Kansas City, el Aeropuerto Internacional de Seattle-Tacoma y el Aeropuerto Internacional de Pittsburgh. En el mercado de Baltimore-Washington, Southwest ha limitado sus vuelos a un gran aeropuerto (Aeropuerto Internacional Washington Dulles) mientras mantiene su base de operaciones de la costa este en el otro gran aeropuerto, el Aeropuerto Internacional de Baltimore-Washington. En el mercado de Los Ángeles Southwest vuela a uno de los dos aeropuertos grandes de la ciudad, el Aeropuerto Internacional de Los Ángeles (LAX), y a tres de los cuatro aeropuertos, el Aeropuerto Burbank-Bob Hope, el Aeropuerto Santa Ana-John Wayne, y el Aeropuerto Internacional de Ontario (no opera al Aeropuerto Long Beach). Con la restauración de vuelos desde el Aeropuerto Internacional de San Francisco el 26 de agosto de 2007, Southwest ahora opera en los tres aeropuertos de la bahía de San Francisco; los otros dos son el Aeropuerto de Oakland de la Bahía de San Francisco y el Aeropuerto Internacional de San José.
Southwest no opera en el Aeropuerto Intercontinental de Houston en favor de los aeropuertos secundarios cercanos con menos operaciones. Junto a Houston (Intercontinental) y Denver (Internacional de Stapleton), la aerolínea ha huido completamente de aeropuertos en Beaumont, Texas y Detroit, Míchigan (Aeropuerto Detroit City).
La aerolínea operó en un tiempo en el Aeropuerto Internacional Stapleton en Denver pero lo abandonó en 1986 debido a los elevados retrasos provocados por los ATC durante malas climatologías asociadas a la separación mínima entre pistas. Southwest regresó a Denver en 2006 con vuelos al nuevo Aeropuerto Internacional de Denver. Southwest está ampliando sus vuelos en Denver más rápido que en ninguna otra ciudad en la que antes lo hiciera Southwest debido al coste de vuelo en Orlando, Kansas City y Baltimore.
El 8 de marzo de 2009, Southwest Airlines comenzó a volar a Mineápolis con ocho vuelos diarios desde la terminal Hubert H. Humphrey al Aeropuerto Internacional Chicago Midway.
Southwest es la mayor aerolínea intraestatal en California, con 694 vuelos en total, 370 de los cuales son vuelos en el propio estado.

#### Los diez aeropuertos principales
Los siguientes aeropuertos, en diciembre de 2008, eran los diez con más vuelos de Southwest Airlines:

### Vuelos internacionales
Antes de la quiebra de ATA, Southwest Airlines tenía un exitoso código compartido con ATA y con vuelos internacionales en código compartido o billetes para vuelos internacionales en 2009. Los destinos operados por ATA incluían vuelos a Canadá, el Caribe, México, y Europa. En 2010, Southwest planeaba aliarse con otras compañías para efectuar vuelos transatlánticos y transpacíficos. El 8 de julio de 2008, Southwest anunció que había llegado a un principio de acuerdo de código compartido con la segunda aerolínea más grande de Canadá, WestJet. Los términos del código compartido deberían terminar finalizando el 2009. Southwest ha dicho que tiene interés en volar a destinos internacionales en el futuro, a zonas del Caribe, México, e Inglaterra, que estén dentro del alcance de sus aviones.
Southwest también ha anunciado sus planes de volar a México en código compartido con Volaris desde 2010. Los planes están actualmente en punto muerto a la espera de ver qué aerolínea será la que cruce la frontera.
Los planes pasan por efectuar vuelos en código compartido con compañías de Hawái y del Caribe. En un futuro lejano, ellos planean efectuar códigos compartidos a Europa y Asia.

## Southwest Airlines Vacations
En 1989, Southwest Airlines y The Mark Travel Corporation alcanzaron un acuerdo con el que proporcionar a los clientes la posibilidad de adquirir paquetes vacacionales completos llamados Southwest Airlines Vacations. Estos paquetes vacacionales incluirían vuelos de ida y vuelta con Southwest Airlines, habitaciones de hotel, tasas de hotel, transporte terrestre, puntos Rapid Reward y asistencia al pasajero las 24 horas. Los pases para zonas de interés turístico, seguros y pistas de esquí, también están disponibles.

## El efecto Southwest y los acuerdos de código compartido

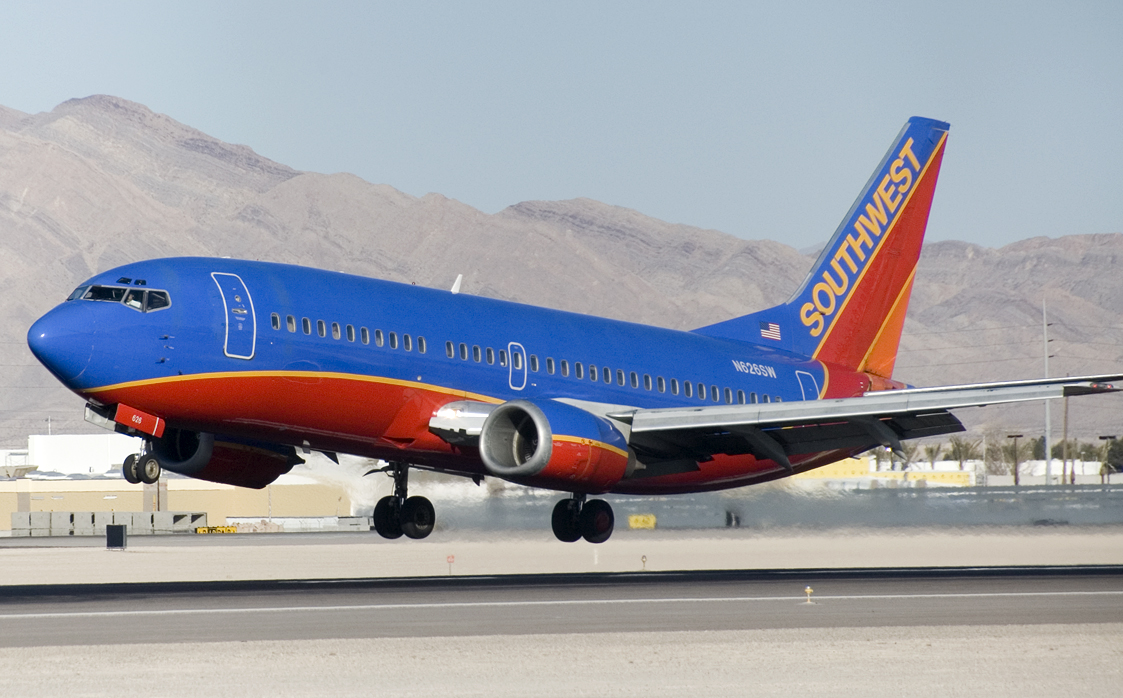
Un avión de Southwest aterrizando en Las Vegas, Nevada. Southwest es una de las principales compañías en el Aeropuerto Internacional Harry Reid.

El éxito y beneficio del modelo de negocios de Southwest ha recibido el nombre de Efecto Southwest. Desde la intención inicial de Southwest en Texas consistente en efectuar vuelos más baratos que el coste de conducir entre dos puntos (a comienzos de los 70, durante la primera gran crisis energética en los Estados Unidos), desarrollando una red de vuelos con márgenes de precios que permitiesen a la aerolínea ser rentable, aunque a costa de vuelos no explotados y un uso elevado de los aviones. El elemento clave del Efecto Southwest es que cuando una compañía de bajo coste (o cualquier compañía innovadora y agresiva) entra en un mercado, este cambia, y normalmente crece fuertemente. Por ejemplo, cuando las tarifas era un 50% inferiores a las tarifas normales en ese mercado, el número de clientes no solo se doblaba, sino que se cuadruplicaba como poco.
Southwest ha sido una gran inspiradora de otras aerolíneas de bajo coste, y su modelo de negocios copiado muchas veces en todo el mundo. Las aerolíneas europeas EasyJet y Ryanair son dos de las aerolíneas más conocidas que siguen la estrategia de negocios de Southwest en este continente (aunque EasyJet opera con dos modelos diferentes de aviones a día de hoy). Otras aerolíneas con un modelo de negocios basado en el sistema de Southwest son la canadiense WestJet, la Malasia AirAsia (la primera y mayor bajo coste en Asia), la filial de Qantas Jetstar (aunque Jetstar vuela actualmente con tres tipos de modelos diferentes), la tailandesa Nok Air y la mexicana Volaris.

### Morris Air
Una aerolínea influenciada por Southwest fue Morris Air, fundada por June Morris y David Neeleman, con base en Utah y que operaba en el noroeste de los Estados Unidos. Southwest Airlines adquirió Morris Air y absorbió su capital y rutas así como su inventario y servicios. David Neeleman trabajó con Southwest durante un corto periodo. Cuando el acuerdo de no competencia expiró, Neeleman fundó JetBlue Airways, una aerolínea en competencia directa que también incorporaba muchos principios y prácticas iniciados por Southwest, incluyendo el constituir una cultura de empleos positiva y cálida y la operación con un solo tipo de avión.

### Muse Air
Southwest Airlines se ha dedicado al crecimiento interior, así como a la adquisición de otras aerolíneas como hizo comúnmente. Sin embargo, además de la adquisición de Morris Air Transport (ver arriba), Southwest compró a su competidor Muse Air en 1985, que operaba con aviones McDonnell Douglas MD-80. Muse Air fue renombrada como TranStar Airlines. TranStar Airlines fue cerrada en agosto de 1987

### Icelandair
En 1997, Southwest e Icelandair alcanzaron acuerdos de mercado e intercambio de pasajeros al permitir tarifas conjuntas, horarios coordinados, y la transferencia de equipajes de pasajeros entre ambas aerolíneas en Baltimore. Icelandair efectúa vuelos entre Baltimore y el Aeropuerto de Keflavik en Islandia. Los vuelos en conexión entre algunas ciudades de Estados Unidos y algunas ciudades de Europa aparecen en los horarios de Southwest Los programas de viajeros frecuentes no se incluyen en el acuerdo.

### ATA Airlines
ATA Airlines, uno de los principales competidores de Southwest Airlines en el mercado de Chicago, donde operaba desde el aeropuerto Midway donde también lo hacía Southwest. ATA se declaró en bancarrota, y en 2004, Southwest inyectó capital en ATA que (junto a otras cosas) propició que Southwest se hiciese con el 27.5% de las acciones de ATA hasta su salida cuando comenzaron los procedimientos del Capítulo 11 de la bancarrota. 
Para despedirse de su estrategia "Nosotros vamos solos", Southwest comenzó su primer acuerdo de código compartido doméstico con ATA, que posibilitó que Southwest Airlines tuviese vuelos al mercado de ATA en Hawái, a Washington D. C., y a Nueva York.
A finales de 2005, ATA se aseguró 100 millones de dólares en financiación adicional de la firma MatlinPatterson, y la inversión original de Southwest con ATA se modificó hasta el punto de que Southwest dejó de poseer el 27.5% de las acciones (o cualquier otro interés financiero) en ATA. El acuerdo de código compartido se amplió para incluir los 17 destinos de ATA y los 63 destinos de Southwest. En 2006, la unión de pilotos de Southwest aprobó un acuerdo por contrato con limitaciones en el crecimiento de este y otros acuerdos de código compartido. Mientras estas restricciones son a día de hoy mínimas, suponen un acuerdo de crecimiento en las negociaciones actuales con los sindicatos. 
Durante 2006, Southwest Airlines comenzó a comercializar únicamente vuelos de ATA. La dependencia de ATA de la red de rutas de Southwest continuó creciendo en 2006, y en el momento en que ATA cesó en abril de 2008, la aerolínea ofrecía más de setenta vuelos a la semana a Hawái desde las bases de operaciones de Southwest en Phoenix, Las Vegas, Los Ángeles, y Oakland. Otros vuelos adicionales estuvieron disponibles en muchas otras ciudades a lo largo de los Estados Unidos. Los planes que fueron anunciados iban encaminados a que ATA ofreciese exclusivamente vuelos internacionales para Southwest en 2010, pero fueron cancelados cuando ATA canceló sus operaciones bruscamente el 3 de abril de 2008. No hubo planes para abrir un código compartido ATA/Southwest con las compañías filiales de ATA, North American Airlines o World Airways, incluso cuando ambas son copropiedad de la empresa ATA Holdings. 
El código compartido ATA/Southwest fue cancelado cuando ATA entró en el capítulo 11 de bancarrota el 3 de abril de 2008. A las 4:00 A.M. (hora de la costa este) del 3 de abril, ATA canceló todas sus operaciones. Hacia finales de noviembre de 2008, Southwest anunció que compraría el certificado de operación y los restos materiales de ATA Airlines para que Southwest Airlines pudiese acceder a los slots del aeropuerto de Nueva York de LaGuardia anteriormente controlados por ATA. Según Southwest Airlines "... Esto no incluye ni aviones, ni instalaciones o empleados de ATA."

### WestJet Airlines
El 8 de julio de 2008, Southwest Airlines anunció oficialmente su intención de alcanzar un acuerdo de código compartido con WestJet Airlines de Canadá. El acuerdo permitiría a los clientes adquirir billetes de cada una en la página de la otra, así como la sincronización de vuelos entre Canadá y los Estados Unidos. El acuerdo terminará a finales de 2009.

### Volaris
Southwest anunció su segundo acuerdo de código compartido internacional el 10 de noviembre de 2008, con la compañía de bajo coste mexicana Volaris. El acuerdo permitía a Southwest vender billetes en vuelos de Volaris, incluyendo vuelos internacionales desde los Estados Unidos que la compañía espera comenzó en 2009. El acuerdo de código compartido terminó el 22 de febrero de 2013.

## Cultura corporativa

### Experiencia de Southwest
Los billetes no pueden ser adquiridos desde agencias de viajes virtuales como Orbitz o Travelocity; si bien una minoría se pueden adquirir a través de agentes de viaje. La mayoría de los vuelos de Southwest son vendidas directamente por la aerolínea por teléfono o internet en la Página web de la compañía que es la única que ofrece descuentos por internet en sus billetes. 
Al contrario que otras grandes aerolíneas, Southwest permite a sus pasajeros efectuar cambios de reservas sin costes adicionales. Mientras que esto proporciona flexibilidad a los clientes, Southwest no permite conexiones entre diferentes vuelos de la compañía (normalmente un servicio gratuito en otras aerolíneas). 

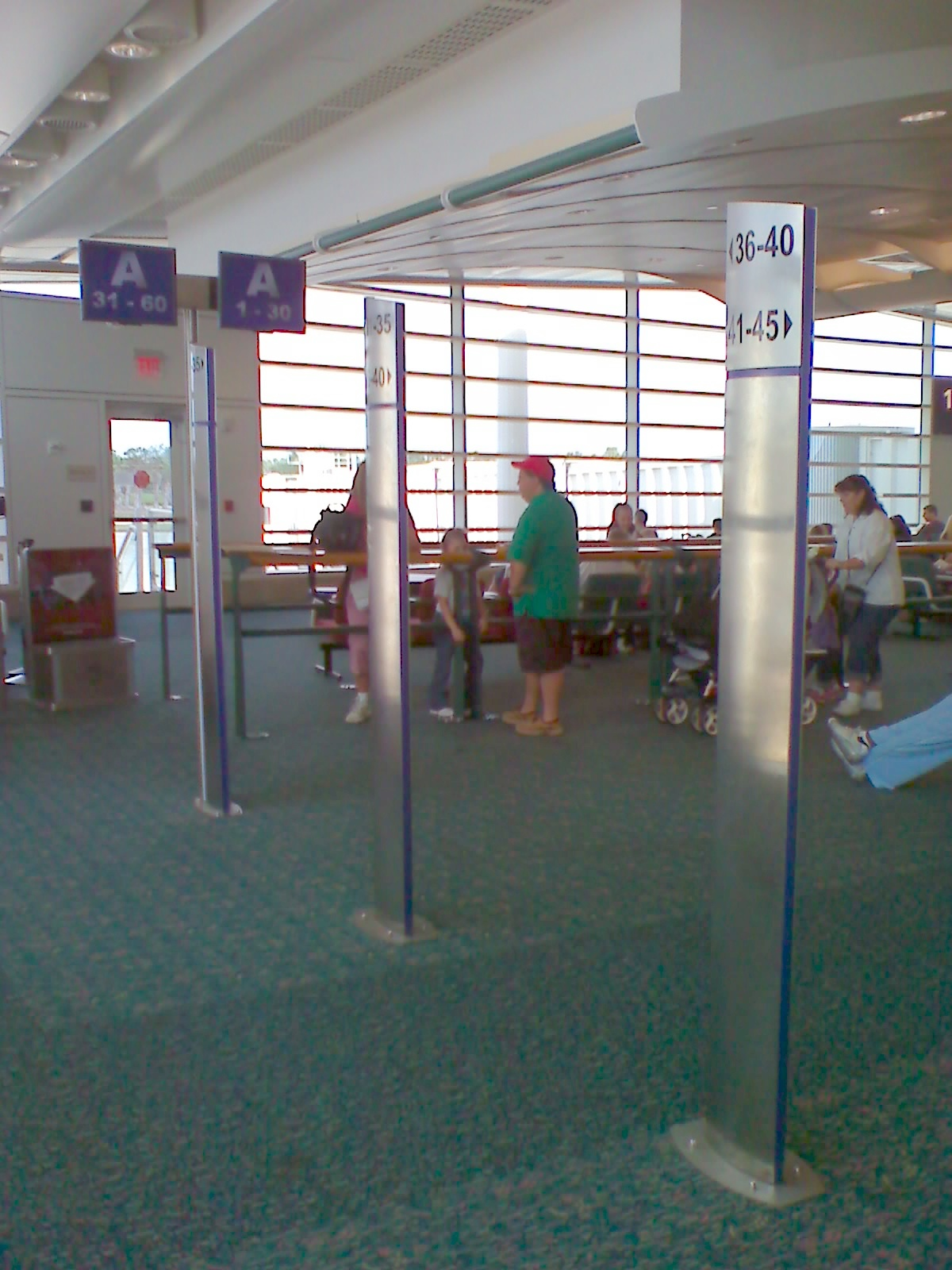
Zona de embarque en una puerta en el Aeropuerto Internacional de Orlando.

Los clientes no tienen asientos asignados; aunque, están distribuidos en uno de los tres "grupos de embarque" dependiendo de su tiempo de facturación (facturaciones tempranas suponen embarques tempranos), y son libres de elegir el asiento que más deseen, que ayuda a la aerolínea a embarcar más rápidamente. En mayo de 2006 durante un encuentro de accionistas, la dirección de Southwest anunció que ejecutaría un estudio para evaluar las posibilidades de adoptar un sistema de asignación de asientos en 2008, como parte de su nuevo camino de vuelos de largo radio, implementándolo en su tecnología de reservas de vuelo. El 8 de noviembre de 2007, Southwest creó una mejora del procedimiento de embarque al asignárseles a los pasajeros una letra de embarque (A, B o C) junto con número que proporciona un lugar exacto en el avión (Por ejemplo: A32). La idea es permitir a los pasajeros no tener que esperar en fila, evitando así la pérdida de tiempo permitiéndole la utilización de un tiempo de relajación o seguir trabajando. También han introducido tarifas Business por selección, que garantiza un pase de embarque "A", con una mayor cantidad de puntos en el programa Rapid Rewards, y una bebida.
Como resultado de la política de embarque, algunas compañías independientes ofrecen servicios de facturación automática para Southwest. Estas compañías autorizan a los pasajeros a realizar la facturación automática 24 horas antes de la salida del vuelo (cuando la aerolínea pone como disponible para facturación en línea un vuelo) y transmitía la información necesaria para facturar con Southwest tan pronto como la aerolínea abría la facturación en línea de un vuelo en concreto. El resultado de este servicio fue que la gente que lo utilizaba normalmente, luego pertenecían al grupo de los primeros en embarcar (conocido como grupo de embarque "A").
Southwest no adoptó esta práctica y de hecho presentó una demanda contra una compañía (boardfirst.com) en el juzgado federal de distrito en Dallas por un uso comercial impermisible de su página web y que tuvo como resultado el cierre de boardfirst.com en octubre de 2007.
Como resultado del litigio o las amenazas de hacerlo, el último servicio de facturación temprana ceró de manera indefinida el 15 de septiembre de 2008. 

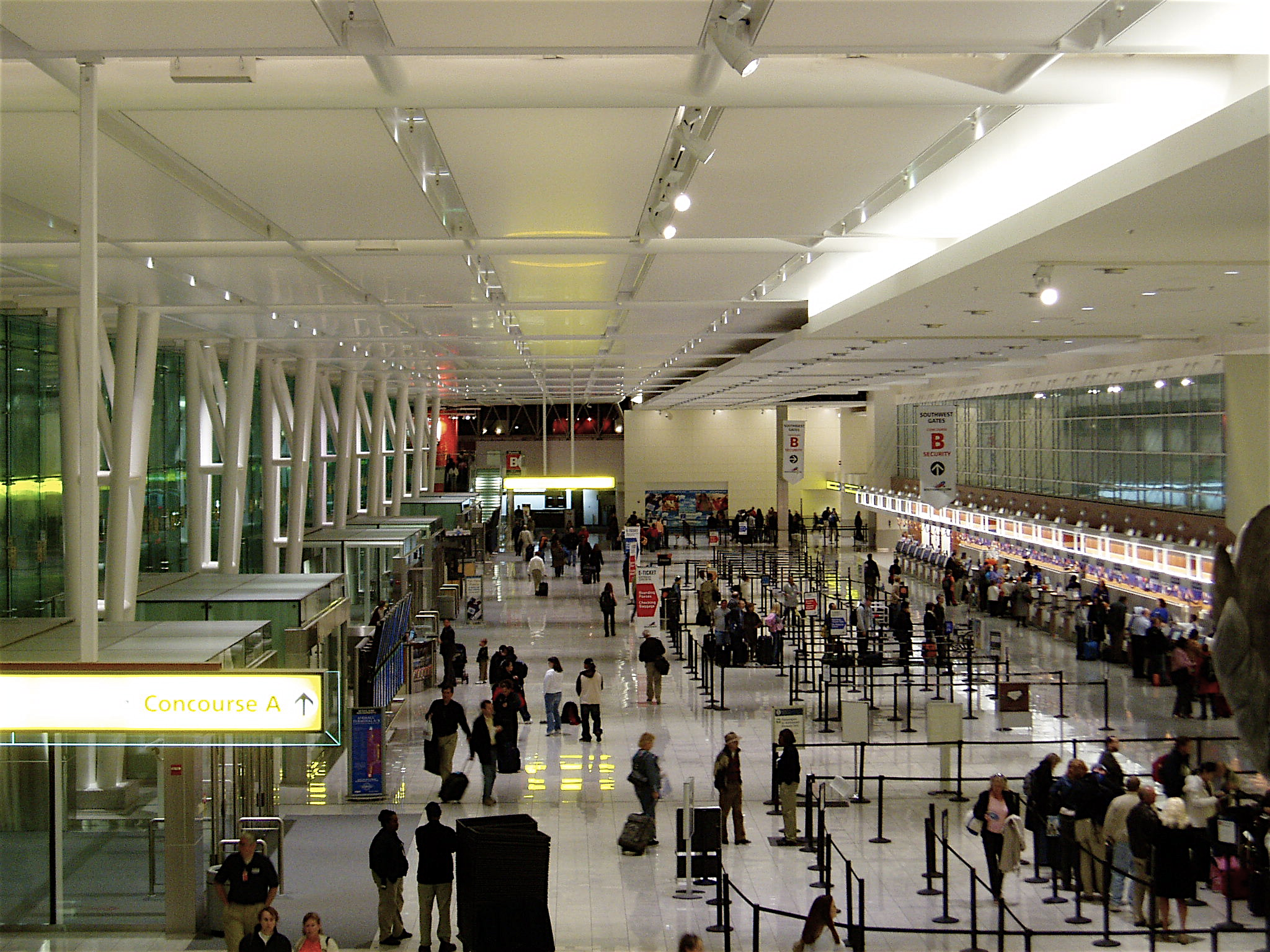
Módulos A y B recientemente (2005) construidos y renovados en BWI donde Southwest posee 26 puertas de embarque

Southwest había permitido siempre tres piezas de equipaje de manera totalmente gratuita en oposición al límite de dos que tienen muchas aerolíneas en vuelos de cabotaje. Sin embargo desde el 29 de enero de 2008, pueden facturar hasta dos maletas de manera totalmente gratuita. Un tercer bulto puede ser facturado abonando 25 dólares. También se puede facturar una cuarta maleta, y así hasta la novena bolsa, abonando 50 dólares por bulto. Cualquier pieza adicional, se puede facturar abonando 110 dólares por bulto.
Hasta el 2000, Southwest servía comidas más pequeñas que las de las aerolíneas tradicionales, donde en vuelos cortos consistía en un pequeño aperitivo y un refresco, y en vuelos largos (con una duración de 3 horas o más) un "pack de aperitivos" con comida preparada. En el 2000, estas comidas empaquetadas excedían la comida servida por aerolíneas tradicionales como United Airlines o American Airlines. Southwest también ofrece bebidas en vuelo de manera gratuita (excluyendo las alcohólicas). No hay entretenimiento en vuelo. Southwest es conocida por sus coloridos anuncios a bordo del avión y tripulaciones que se ponen a cantar. El cantar no es normal, y es bastante popular entre los clientes, pero muchos críticos de viajes lo han considerado ofensivo e intrusivo.
Southwest mantuvo unas excelentes cifras de satisfacción con el cliente; en 2006, según el departamento de transporte en las estadísticas de diciembre, Southwest alcanzó el número uno (menor número de quejas) de todas las aerolíneas de los Estados Unidos, con 0.18 quejas pr cada 100.000 clientes. Southwest Airlines ha conseguido recibir el menor número de quejas por pasajeros de todas las grandes compañías de los Estados Unidos que hayan trasladado sus estadísticas al departamento de transporte (DOT) desde septiembre de 1987, que es cuando el DOT comenzó a recoger las estadísticas de Satisfacción del cliente y comenzasen a publicarse los Informes de Clientes en Viajes Aéreos.

#### Rapid Rewards
El programa de viajeros frecuentes de Southwest se llama Rapid Rewards. Los clientes reciben un punto por cada vuelo que realizan (incluso aunque el vuelo realice paradas técnicas). Un billete gratuito, con caducidad a los once meses, se otorga automáticamente cuando un miembro acumula 16 puntos en un periodo de 24 meses. Además, se otorga medio punto por reservar coches de alquiler y/ estancias de hotel en compañías que tengan relaciones empresariales con la compañía, sin que tenga que estar vinculado a que se haya efectuado antes un vuelo con Southwest. Los miembros de Rapid Reward también pueden obtener un punto por cada 1.200 dólares gastados con la tarjeta de crédito Visa con la marca de Rapid Reward (los pagos con Southwest y sus asociados suponen el doble de puntos). Si los miembros registran su tarjeta de crédito con Rapid Rewards Dining, recibirán 0.25 puntos por cada 100 dólares gastados en los restaurantes asociados. A comienzos de 2009, Southwest anunció su primer asociado de venta de recuerdos, TeleFlora Flower Club, en que sus miembros pueden obtener 0.5 o 1.0 puntos por cada pedido de flores (dependiendo del coste total del pedido). El programa Rapid Rewards ha ganado numerosos Freddie Awards durante años.
En el pasado, se adjudicaban el doble de puntos Rapid Rewards si se adquirían los billetes de viaje por internet, pero esta política fue modificada a finales de 2003, momento en el cual el extra de puntos logrados por reservar los vuelos por internet se redujo a solo medio punto por segmento de vuelo (de tal manera que la compra por internet de un viaje de ida y vuelta aportaba tres puntos Rapid Rewards). El extra de puntos por adquirir los billetes por internet fue cancelado completamente en abril de 2005.
Hasta febrero de 2006, los viajes de recompensa estaban sujetos a las fechas festivas pero no a los controles de capacidad: uno podría utilizar un viaje de premio siempre y cuando hubiese asientos libres y no fuese una de las cinco fechas festivas. En febrero de 2006, se le dieron la vuelta a estas políticas: las fechas festivas fueron eliminadas, pero las capacidades de control fueron instituidas, limitando la cantidad de asientos disponible para los viajes con puntos Rapid Rewards.
A comienzos de 2006, Southwest amplió su acuerdo de código compartido con ATA Airlines y permitió el uso de billetes gratuitos a Hawái al coste de dos vuelos de premio por vuelo. El 3 de abril de 2008, ATA Airlines canceló todos sus vuelos al caer en la bancarrota, incluyendo los vuelos en código compartido a Hawái.

### Anuncios
La compañía emplea humor en sus anuncios. Los eslóganes incluyen "Sólo aviones elegantes", "La gente que tenemos aquí puede quererte" y "LA aerolínea de bajo coste". El actual eslogan de la aerolínea es "Un símbolo de libertad". Una historia seleccionada de imágenes y vídeos de publicidad está disponible en la página web de la compañía.
Desde los 90, Southwest lanzó una campaña publicitaria por televisión basada en la frase "¿Quieres escaparte?" La presentación comercial cómica, situaciones vergonzosas en las que las personas se encuentran a sí mismas esperando a "escaparse". Muchos de los anuncios están acompañados del extracto sonoro "[ding] Tu eres ahora libre para moverte por el país"; una parodia propia del anuncio en vuelo de "eres ahora libre de moverte por la cabina".

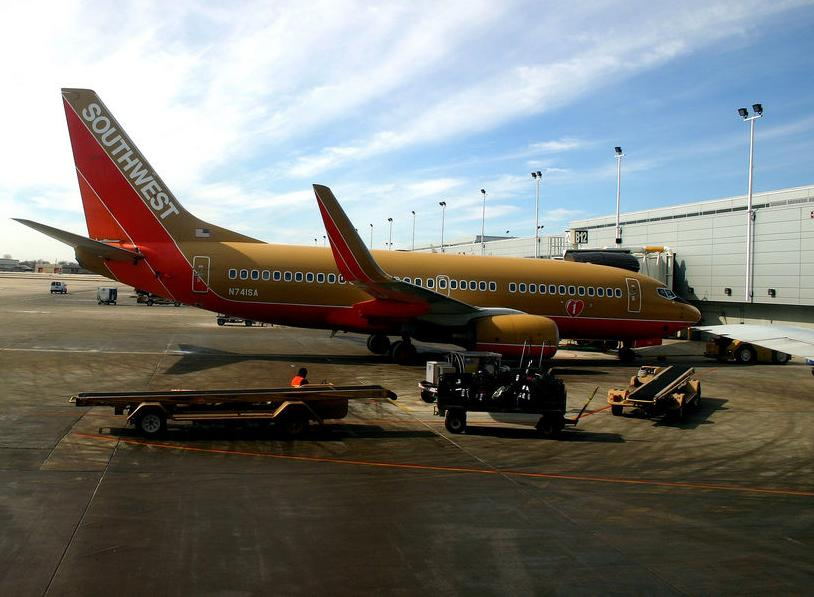
Un avión de Southwest en el Aeropuerto Internacional Chicago Midway.

#### "Sólo aviones elegantes"
Poco después de que Southwest empezase a utilizar la motivación "Sólo aviones elegantes", Stevens Aviation, quien había utilizado "aviones elegantes" para su motivación, pensó en comenzar una batalla judicial por el derecho de marca.
En lugar de recurrir a la justicia, los consejeros delegados de ambas compañías anunciaron la celebración de una batalla de lucha libre. Celebrado en el ahora demolido Dallas Sportatorium (la más famosa instalación de lucha libre) y celebrada al mejor de dos de tres rondas, el perdedor de cada ronda tenía que pagar 5.000 dólares a la asociación de caridad que él eligiese, y con el ganador haciéndose con el derecho de uso de la frase. Un video promocional mostraba a los consejeros delegados "entrenando" para la lucha (con el consejero delegado Herb Kelleher que es ayudado a levantarse junto a un puro y un vaso de whisky (Wild Turkey 101) que le están esperando) y distribuido entre los empleados y como una rueda de prensa junto con el video de la lucha. Herb Kelleher perdió la pelea para Southwest, con Stevens Aviation obteniendo los derechos de la frase. Kurt Herwald, consejero delegado de Stevens Aviation, concedió inmediatamente el uso de "sólo aviones elegantes" a Southwest Airlines. El resultado fue que ambas compañías pudieron utilizar la frase, 15.000 dólares fueron a organizaciones de caridad y una magnífica campaña de publicidad para ambas compañías.

### Empleo
El presidente y consejero delegado de Southwest es Gary C. Kelly, quien reemplazó a Colleen Barrett como presidente el 15 de julio de 2008. La directora financiera de Southwest es Laura Wright. En julio de 2007, Herb Kelleher dimitió como director. Colleen Barrett dejó su puesto de responsable de la secretaría directiva y corporativa en mayo de 2008 y como presidente en julio de 2008. Ambos siguen siendo empleados activos de Southwest Airlines. 

### Trabajo organizado
Aunque Southwest está considerada una aerolínea "bajo costo", está fuertemente sindicada en comparación con otras aerolíneas. La asociación de pilotos de Southwest, un sindicato no vinculado a la Asociación de Pilotos de Línea Aérea, representa a los pilotos de la aerolínea. Los técnicos de mantenimiento de aeronaves están representados por la Asociación Fraternal de Mecánicos de Aeronaves (AMFA).
Los agentes de facturación y reservas están representados por la Asociación Internacional de Maquinistas y trabajadores aeroespaciales (IAM). Los agentes de vuelo, tripulantes de cabina, agentes de rampa y agentes de operaciones están representados por el sindicato de trabajadores del transporte (TWU).

### Airline
La versión estadounidense del reality show Airline mostró a los pasajeros y empleados de Southwest Airlines en un día de vida cualquiera en alguno de los principales aeropuertos de Southwest (BWI, MDW, LAX, y HOU). El "reality" comenzó el 5 de enero de 2004 en la A&E Network, pero fue cancelado después de setenta episodios el 15 de diciembre de 2005.

## Flota

### Flota actual
A julio de 2025, la flota de Southwest Airlines tiene una edad promedio de 11.5 años, todos del modelo Boeing 737.
| Avión            | En servicio | Órdenes | Pasajeros | Notas |
| ---------------- | ----------- | ------- | --------- | --- |
| Boeing 737-700   | 334         | —       | 143       | Cliente de lanzamiento y operador más grande del 737-700. Se retirarán en 2031 y serán reemplazados por el Boeing 737 MAX . |
| Boeing 737-800   | 203         | —       | 175       | Cliente de lanzamiento y operador más grande del 737-700. Se retirarán en 2031 y serán reemplazados por el Boeing 737 MAX . |
| Boeing 737 MAX 7 | —           | 342     | 148       | No se espera que entre en servicio antes de 2026. A reemplazar los Boeing 737-700.                                          |
| Boeing 737 MAX 8 | 273         | 133     | 175       | Operador más grande de 737 MAX. A reemplazar los Boeing 737-800.                                                            |
| Total            | 810         | 475     |           | |

La aerolínea cuenta con más Boeing 737 en su flota que ninguna otra aerolínea en el mundo; Southwest es a menudo mencionada como aerolínea pionera en utilizar un único tipo de aeronave. Sin embargo, Southwest operó algunos 727-200 alquilados a finales de los 70 y de nuevo a mediados de los 80, y su filial TranStar Airlines operó algunos DC-9 y MD-80 a mediados de los 80. Southwest ha sido cliente de lanzamiento de las tres variantes de Boeing 737 que operan actualmente, y fue la primera aerolínea en poner juntos en servicio al modelo 500 y el modelo next-generation 700. Southwest tiene una mezcla de aviones nuevos y viejos tanto de la versión "clásica" como "next generation" del 737.
Los aviones recorren una distancia media por vuelo de 633 millas (unos 1050 kilómetros) con una duración media de una hora y 48 minutos. Esto significa que la utilización diaria de cada avión es, de media, de doce horas y 36 minutos.
Los asientos de Southwest tienen la misma anchura que cualquier otro operador de 737s en los Estados Unidos. Sin embargo, los asientos tiene aproximadamente una pulgada más de anchura que los aviones de la familia A320 operados por compañías de bajo coste como Frontier Airlines, JetBlue, Virgin America, USA 3000, y algunas otras competidoras. Los asientos de Southwest tienen una distancia entre ellos de entre 32 y pulgadas (entre 77 y 80 centímetros), en comparación con la media de 31 a 32 pulgadas (75-77 cm) de las aerolíneas domésticas de los Estados Unidos. Sin embargo, la compañía de bajo coste JetBlue Airways ofrece desde 32 a 36 pulgadas (75-87 cm).
Los 737-300 y 737-500 de Southwest no están equipados con cabina electrónica, como si tienen los 737-300, 737-400, y 737-500 de otras compañías. En su lugar, el cuadro de mandos es totalmente analógico, más similar a las primeras variantes del 737. Las cabinas de los nuevos 737-700 y otros "Next Generation" tienen ya elementos electrónicos, y Southwest ha preparado sus 737-7H4 para emular la apariencia de los 737-300 y 737-500 con intención de estandarizarlos. Las tres versiones del Boeing 737 que opera Southwest utilizan HUD en el cuadro de mandos. Esta tecnología consiste en un panel de cristal que se baja del lado del capitán, y muestra información de vuelo primaria como un holograma.
Desde que se terminó la producción del 737-300 y el 737-500, los pedidos más recientes de Southwest han sido exclusivamente por el modelo 737-700. Southwest comenzó a retirar sus 737-300 más antiguo, desde diciembre de 2007, reduciendo su flota de -300 desde los 194 iniciales. Sin embargo, algunos -300 están siendo remodelados para dotarlos de nuevos instrumentos electrónicos. Estas remodelaciones permiten que el avión sea compatible en operación con el -700, y permitirá a la aerolínea llevar a cabo su iniciativa de igualar la configuración de su flota; así como otros avances, estas mejoras dotarán al -300 de navegación por GPS. Southwest espera importantes reducciones de costes con esta iniciativa.
Southwest es el mayor operador mundial del 737. Su flota activa actual supera los 500 aviones. En términos del total de producción del 737 (de todos los modelos de la historia), las entregas de nuevos aviones de Boeing a Southwest supone aproximadamente un 9% del total de la producción. Southwest tiene una de las mayores flotas de Norteamérica.

## Librea

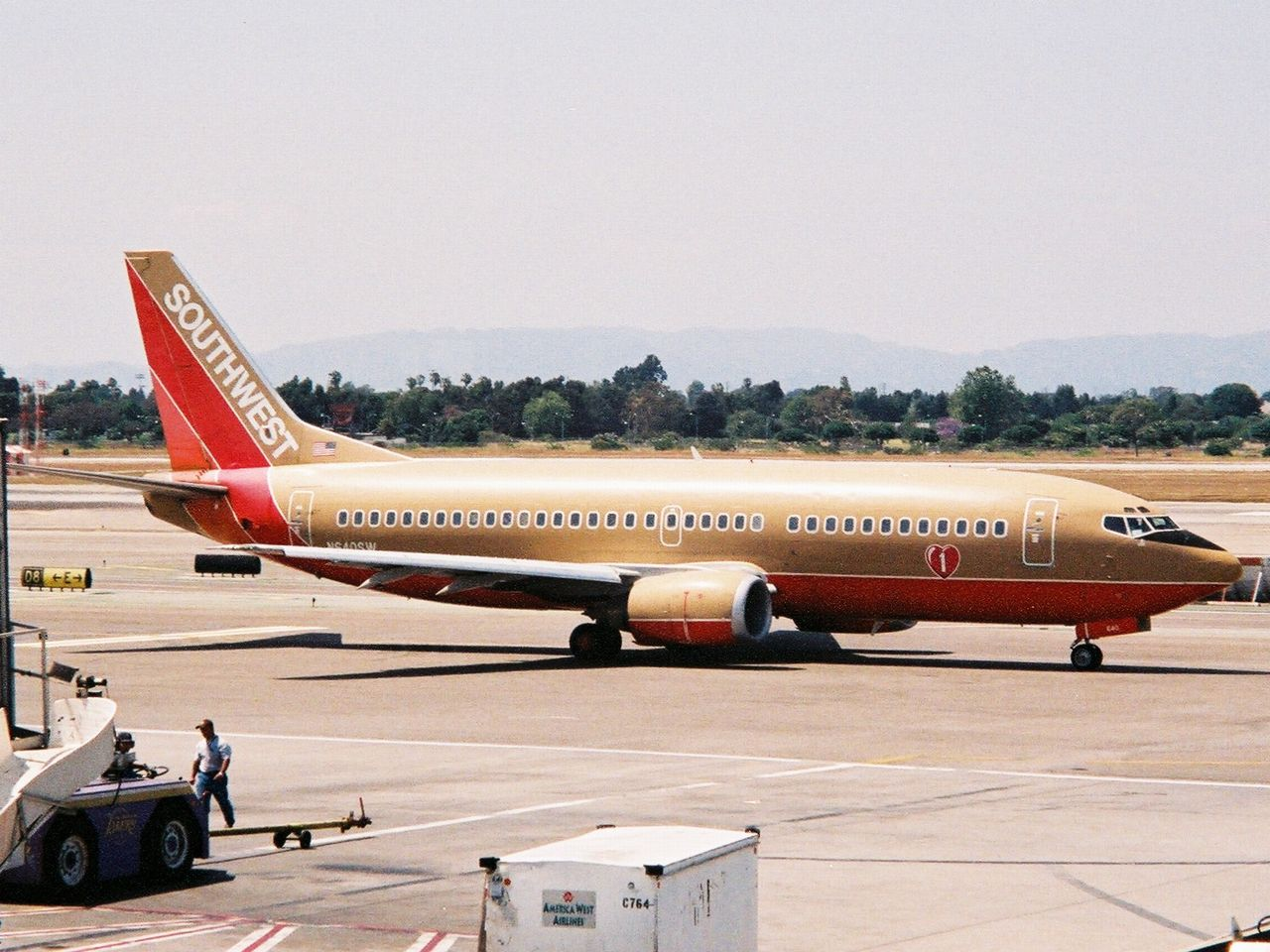
La librea original de Desert Gold, utilizada hasta 2001, todavía se encuentra en muy pocos aviones.

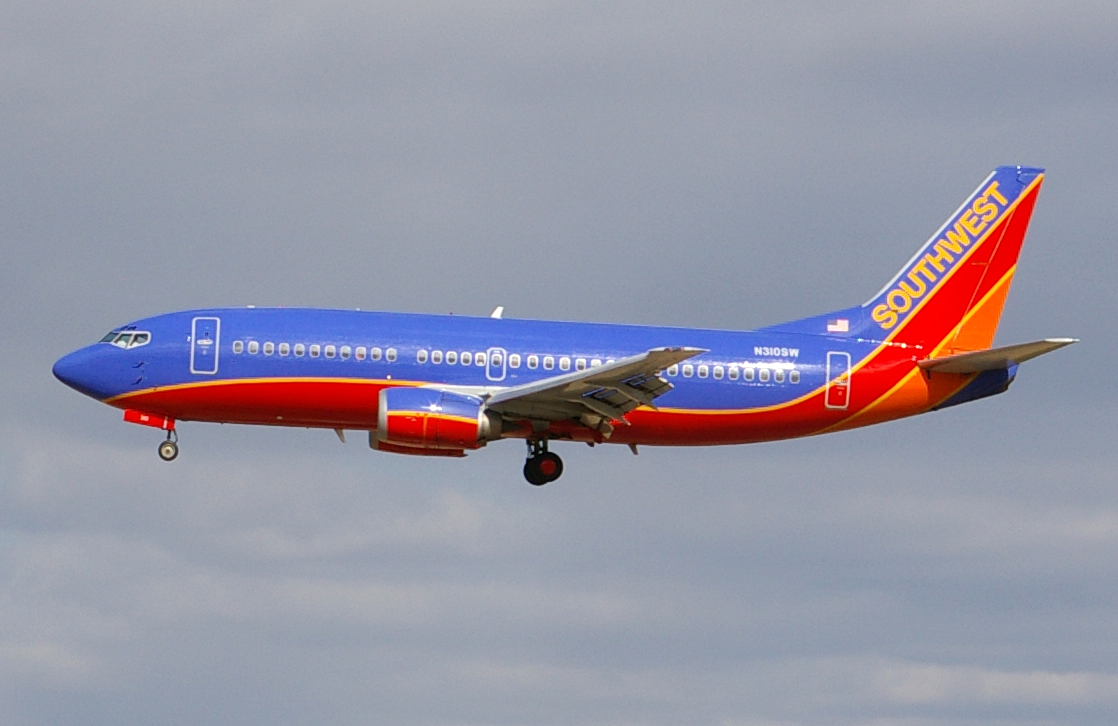
La librea de Canyon Blue se usó entre 2001 y 2014 y todavía se encuentra en algunos aviones.

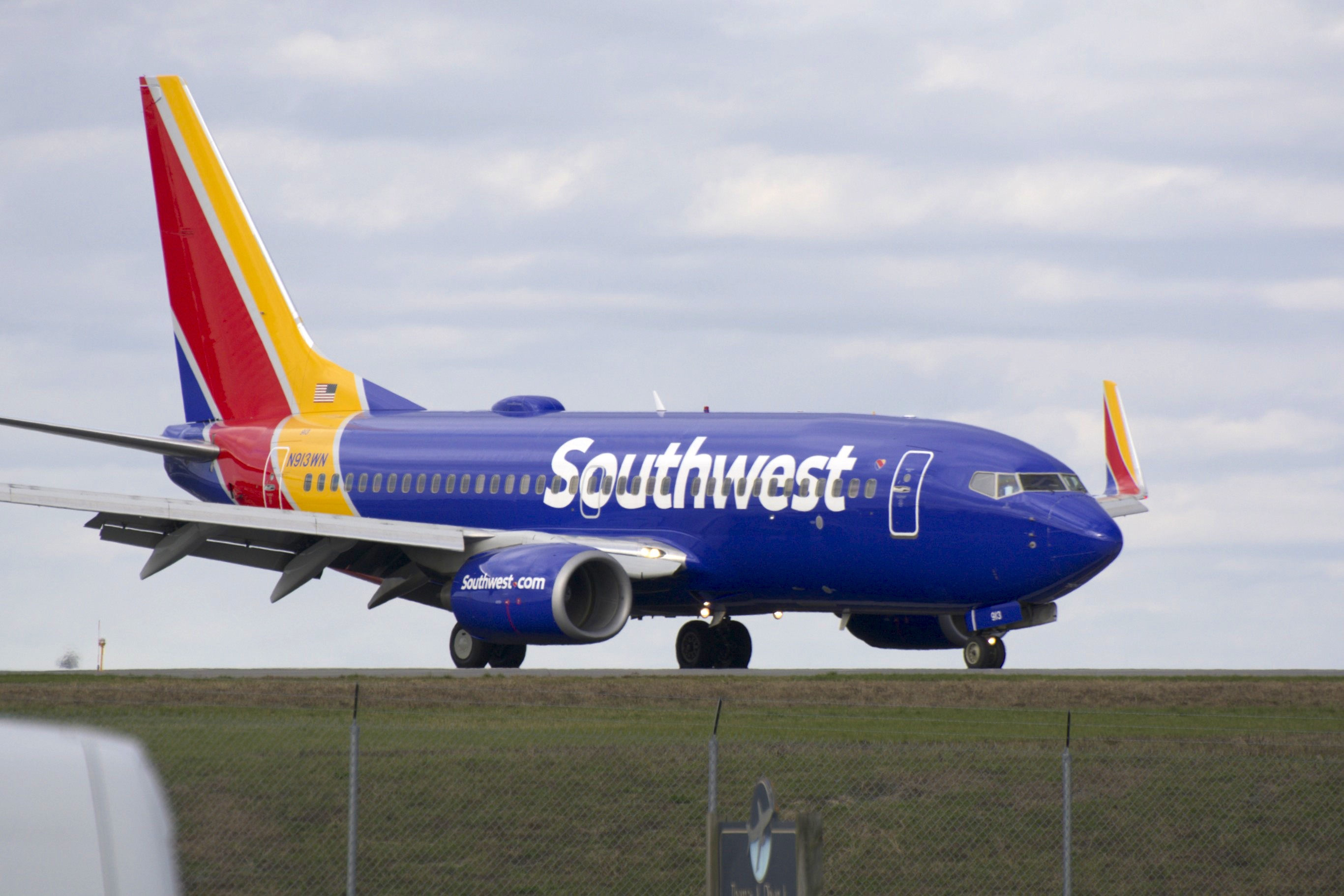
Heart librea usada de 2014–presente.

La librea original de Southwest fue beige y rojo, con naranja en el final de la cola, y tiras de color blanco para separar cada sección de color. La palabra Southwest aparecía en blanco en la porción beige de la cola. (Aunque, en los tres primeros 737-200, desde junio de 1971, en el lado izquierdo del avión, la palabra Southwest fue situada todo a lo largo de la parte superior de la porción trasera del fuselaje, con la palabra Airlines pintada en la cola donde hoy en día está la palabra Southwest. En el lado derecho, la palabra Southwest estaba en el mismo lugar que hoy en día, pero también tenía la palabra Airlines pintada en la parte superior de la porción trasera del fuselaje.
Southwest introdujo la flota "cañón azul" en 2001, su primer cambio de librea en sus treinta años de vida. El Spirit One fue el primer avión pintado con los nuevos colores. La nueva librea reemplazó el color beige como principal por el azul cañón y cambió los colores de textos y tiras, por el dorado. (El final de cola naranja está todavía en uso.) Las tiras a lo largo del avión recibieron un diseño más curvado, totalmente horizontales en la librea original. La librea original está siendo retirada, si bien tres aviones continuarán con la librea original para conmemorar las tres ciudades originales de Southwest. En noviembre de 2007, Southwest estaba realmente cerca de completar la actualización de flota.
Los diseños de las libreas de Southwest explotan perfectamente el aspecto antiestético de los winglets. Los primeros aviones dotados de winglets permanecen con estos sin pintar (siguiendo las tiras del fuselaje), pero los siguientes aviones entregados con winglets llevan el texto "SOUTHWEST.COM" escrito en ellos. Todos los aviones serán progresivamente repintados con el ".com" en los winglets. Los aviones con libreas especiales y winglets, como el Shamu, tienen winglets totalmente blancos.
Algunos aviones de Southwest muestran temáticas especiales, en lugar de la librea normal. Estos aviones temáticos tienen nombres especiales, normalmente terminados en "One". Algunos de los más conocidos ejemplos son:
- Shamu: Los tres aviones han sido pintados para parecerse a una Orca, con anuncios para SeaWorld. **El primer avión que fue pintado con los esquemas "Shamu" fue el N334SW (1988), un 737-300, y fue más tarde seguido por el N507SW (Shamu II) y el N501SW (Shamu III), ambos 737-500. Con la progresiva retirada de los 737-200 de Southwest, el 737-500 comenzó a operar en un reducido área geográfica antes operado por los 737-200, y por tanto, Sea World no podía conseguir la correcta exposición en el ámbito nacional con estos dos únicos aviones. Dos 737-700, el N713SW y el N715SW, fueron repintados para convertirse en los nuevos aviones Shamu, y tanto el N501SW como el N507SW fue on repintados con los colores Cañón Azul. Los tres aviones Shamu actuales ya no son conocidos como Shamu I, II, o III. El trabajo de pintura ya solo consta en los morros de cada avión con la palabra "Shamu". Los portaequipajes superior de los -700 muestran anuncios de Sea World, excepto en las partes frontal y trasera del avión, donde los portaequipajes no son uniformes, ni suficientemente grandes.
- Uno de los portadores de la librea "Shamu", es el primer 737-500 construido del mundo.
- The Spirit of Kitty Hawk: (1984) Librea y título con que cuentan los tres primeros Boeing 737-300 introducidos en la flota de Southwest Airlines. El N300SW es el 737-300 más antiguo de la flota de Southwest, seguido por sus hermanos, el N301SW y el N302SW.
- Lone Star One: (1990) La bandera del estado de Texas aparece a lo largo del avión.
- Arizona One: (1994) La bandera del estado de Arizona aparece a lo largo del avión.
- The June M. Morris: (1994) En honor de June Morris, firma y logo de Morris Air en el morro. El logo fue retirado de la librea "Cañón Azul"
- California One: (1995) La bandera del estado de California aparece a lo largo del avión.
- Silver One: (1996) Avión del 25.º aniversario. Inicialmente pintado de color metálico brillante, fue pintado más tarde en color plata, para hacer más fácil su mantenimiento. Este avión también contaba con asientos plateados, que fueron reemplazados para asemejarlos a los del resto de la flota para mayor simplicidad. Silver One también contaba con vasos plateados.
- Triple Crown One: (1997) Librea dedicada a los empleados de Southwest, como reconocimiento de Southwest por recibir el premio Triple Crown de la industria aérea (récord de puntualidad, mejor manejo de equipajes, y menos reclamaciones de pasajeros). Los portaequipajes superiores del Triple Crown One llevan inscritos los nombres de todos los empleados que trabajaban para Southwest en ese momento, en virtud de su contribución en la obtención del premio.
- Nolan Ryan Express: (1998) Pegatina conmemorativa dedicada al famoso pitcher texano Nolan Ryan que es el MLB de todos los tiempos con 5.714 bolas mandadas fuera del campo.
- Nevada One: (1999) La bandera del estado de Nevada aparece a lo largo del avión.
- New Mexico One: (2000) La bandera del estado de Nuevo México aparece a lo largo del avión.
- Spirit One: (2001) Avión para conmemorar el 30.º aniversario. (Primer avión pintado con el nuevo esquema "Cañón Azul".
- The Spirit of Hope: (2004) Dedicado a la Ronald McDonald House. Los portaequipajes del techo están cubiertos con dibujos de niños en un Ronald McDonald House en el estado de Washington.*Maryland One: (2005) La bandera del estado de Maryland aparece a lo largo del avión.
- Slam Dunk One: (2005) Posee un logo diferente de equipos de baloncesto de la NBA en cada portaequipajes superior; y un gran logo de baloncesto en el fuselaje, en reconocimiento del apoyo de Southwest a la National Basketball Association. *Illinois One: (2008) La bandera del estado de Illinois aparece a lo largo del avión.
- Southwest recibió tanto el 737 número 5.000 construido (13 de febrero de 2006) como el 2.000 "Next Generation" construido (27 de julio de 2006). El 2.000º "Next Generation" está marcado como tal en su librea, aunque el 5.000º no contiene ninguna referencia a ello. Tiene una placa conmemorativa del 737 5.000º en la parte superior de la puerta de embarque.
- Southwest recibió su 737 500º el 28 de junio de 2007. Este avión está pintado en honor a dicho hito.
- Tinker Bell One: (2008) Pinturas de Tinker Bell.
- Sports Illustrated: (2009) Un largo decálogo de ediciones ilustradas de deportes acuáticos de Bar Refaeli adorna el fuselaje del N922WN[76]
- Aunque no es una librea especial, Southwest opera el primer 737-700 salido de fábrica.

Todos los aviones con libreas especiales hasta el Spirit One llevan los colores originales de la librea beige, roja y naranja en el estabilizador vertical y timón. Las siguientes ediciones especiales muestran colas con el esquema de color "cañón azul".

## Récord medioambiental
En abril de 2007, el puerto de Portland entregó a Southwest Airlines el premio a la excelencia medioambiental en reconocimiento del esfuerzo ejemplar en la categoría de Innovación Medioambiental.

## Incidentes y accidentes

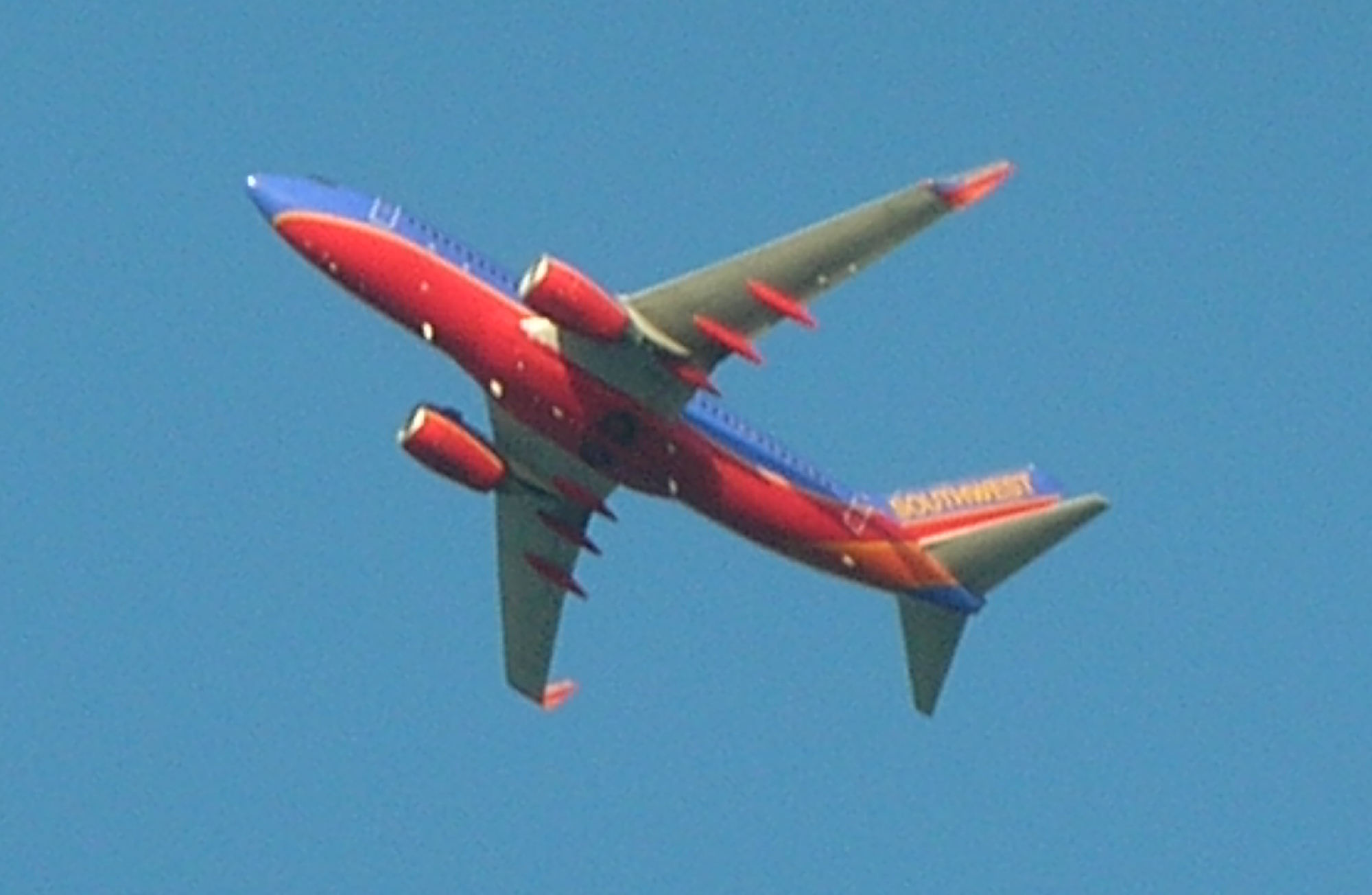
Southwest en despegue y ascenso desde San Francisco.

- El 5 de marzo de 2000, el vuelo 1455 se salió de pista cuando intentaba aterrizar en el aeropuerto de Burbank-Glendale-Pasadena, ahora llamado Aeropuerto Bob Hope, Burbank, California, hiriendo a 43 personas. El incidente provocó el despido de los pilotos, y que el avión quedase inservible.
- El 11 de agosto de 2000, el pasajero Jonathan Burton rompió la puerta de cabina del vuelo 1763 mientras se encontraba en ruta de Las Vegas a Salt Lake City. En defensa propia, los otros pasajeros redujeron a Burton quien más tarde murió como resultado de sus heridas.[78][79]
- El 8 de diciembre de 2005, el vuelo 1248 se salió de pista cuando aterrizaba en el Aeropuerto Internacional Chicago Midway durante unas condiciones de nieve intensa. Un niño de seis años murió a consecuencia del accidente del coche en que iba, cuando el avión se internó en las calles de la ciudad. De entre los pasajeros y personas de tierra, tan solo se notificaron heridas leves. El avión involucrado, el N471WN, se convirtió en el N286WN tras repararse.
- 1 de abril de 2011, el vuelo 812 de Southwest Airlines, sufre un fallo estructural en vuelo con una descompresión rápida en la parte superior del fuselaje por grietas debido al desgaste y mala instalación, mientras se dirigía al Aeropuerto Internacional de Sacramento.
- El 12 de enero de 2014, el vuelo 4013 que era efectuado con una aeronave Boeing 737-700, con 124 pasajeros y 5 tripulantes a bordo, aterrizó en el aeropuerto equivocado. El 737-700 despegó del Aeropuerto Internacional Chicago-Midway con destino al Aeropuerto de Branson, en Misuri, aterrizó en el Aeropuerto M. Graham Clark, en el condado de Taney, a solo 11 kilómetros del aeropuerto de Branson. Unas de las grandes problemáticas fue que el Aeropuerto de Branson, donde tenía que aterrizar, tiene una pista de 2180 metros, y el Aeropuerto M. Graham Clark tan solo 1140 metros de largo, y al final de la pista hay una caída significativa y después la carretera federal 65. El avión aterrizó el domingo a las 6:11 p. m. Todos los pasajeros fueron enviados al Aeropuerto de Branson, en el que un avión de la compañía llegó para hacerse cargo de los pasajeros y llevarlos al Aeropuerto de Dallas-Love Field. No hubo ningún herido.
- El 25 de abril de 2016, el vuelo 225 de Chicago a Orlando tuvo que hacer un aterrizaje de emergencia debido a una falla en un motor, en el aeropuerto internacional de Pensacola, Florida.
- El 17 de abril de 2018, el vuelo 1380 de Nueva York a Dallas, un B737-700, sufre una avería y explosión del motor 1, produciendo la ruptura de una ventana y la consiguiente parcial succión de una pasajera que estaba sentada en ese asiento. Producto de las lesiones esta mujer falleció. El avión aterrizó de emergencia en el aeropuerto de Filadelfia.

## Premios y reconocimientos
- Los American Brand Excellence Awards reconocen a las mejores compañías nacionales que mejor atienden las necesidades de los ejecutivos de empresas de pequeño y mediano tamaño. En 2007, Southwest Airlines se ubicó entre las mejores en el segmento de Viajes, basándose en los resultados de una encuesta a nivel nacional de la Red Nacional de los Periódicos de Negocios de las Ciudades efectuada a 1000 ejecutivos que evaluaron unos 251 elementos de cada marca.
- El programa de Southwest Airlines Rapid Rewards fue galardonado en la revista InsideFlyer en los Freddie Awards anuales de 2006 como el Mejor Programa del año, el Más Premiado, la Mejor Página web, y las Mejores Promociones.
- En 2007, por octavo año consecutivo, la revista Business Ethics nombró a Southwest Airlines en sus "100 Mejores Compañías para el Ciudadano", una lista que califica a las compañías públicas basándose en su servicio empresarial a varios grupos de clientes.[80] Southwest es una de las once únicas que se han repetido en la lista en los ocho años de vida de esta.
- En 2005 y de nuevo en 2008 La American Customer Satisfaction Index (ACSI) reconoció a Southwest Airlines como líder de la industria en satisfacción del cliente. El ACSI, dirigido por la Universidad de Míchigan, trata de manera independiente los niveles de satisfacción del cliente basándose en la experiencia vivida por los clientes.[81]
- Desde 2000, la revista HISPANIC ha incluido a Southwest Airlines en su lista Corporate 100 por su liderazgo en la proporción de oportunidades a los hispanos y su programa de empleo, formación, y apoyo a las minorías.
- La Express Delivery & Logistics Association nombró a Southwest Airlines como la "Aerolínea del Año 2006."
- En 2005, American Small Business Travelers Alliance calificó a Southwest Airlines como la "Mejor Aerolínea para los Viajeros de Pequeños Negocios."
- La presidenta de Southwest, Colleen Barrett, fue elegido como ganador del premio Tony Jannus de 2007,[82] convirtiéndose en la primera mujer en ser galardonada en sus 44 años de historia de este premio aeronáutico.
- La revista Professional Women incluyó a Southwest Airlines en su clasificación de 2006 de las "Compañías Más Admiradas por las Mujeres."
- De acuerdo con la revista Institutional Investor, Southwest Airlines era la primera en la categoría de consumidores de entre todas las aerolíneas como la "Compañía más agradable para el accionista" basándose en la efectividad del gobierno de Southwest y de las relaciones con los inversores como parte de sus esfuerzos por incrementar el valor de las acciones.
- Southwest Airlines se situó como la mejor en la novena encuesta anual de aerolíneas Business Travel News.

- En 2006, Southwest apareció en la lista de GIjobs.nets de los cincuenta contratistas de antiguos militares. En el puesto 37, Southwest fue la única gran compañía que apareció en la lista.
- En su artículo de enero de 2006, Institutional Investor señaló al director de Southwest, Gary Kelly, como uno de los directores más importantes de América. Fue calificado como el mejor director aéreo del sector de las aerolíneas.